# Neuer Wall

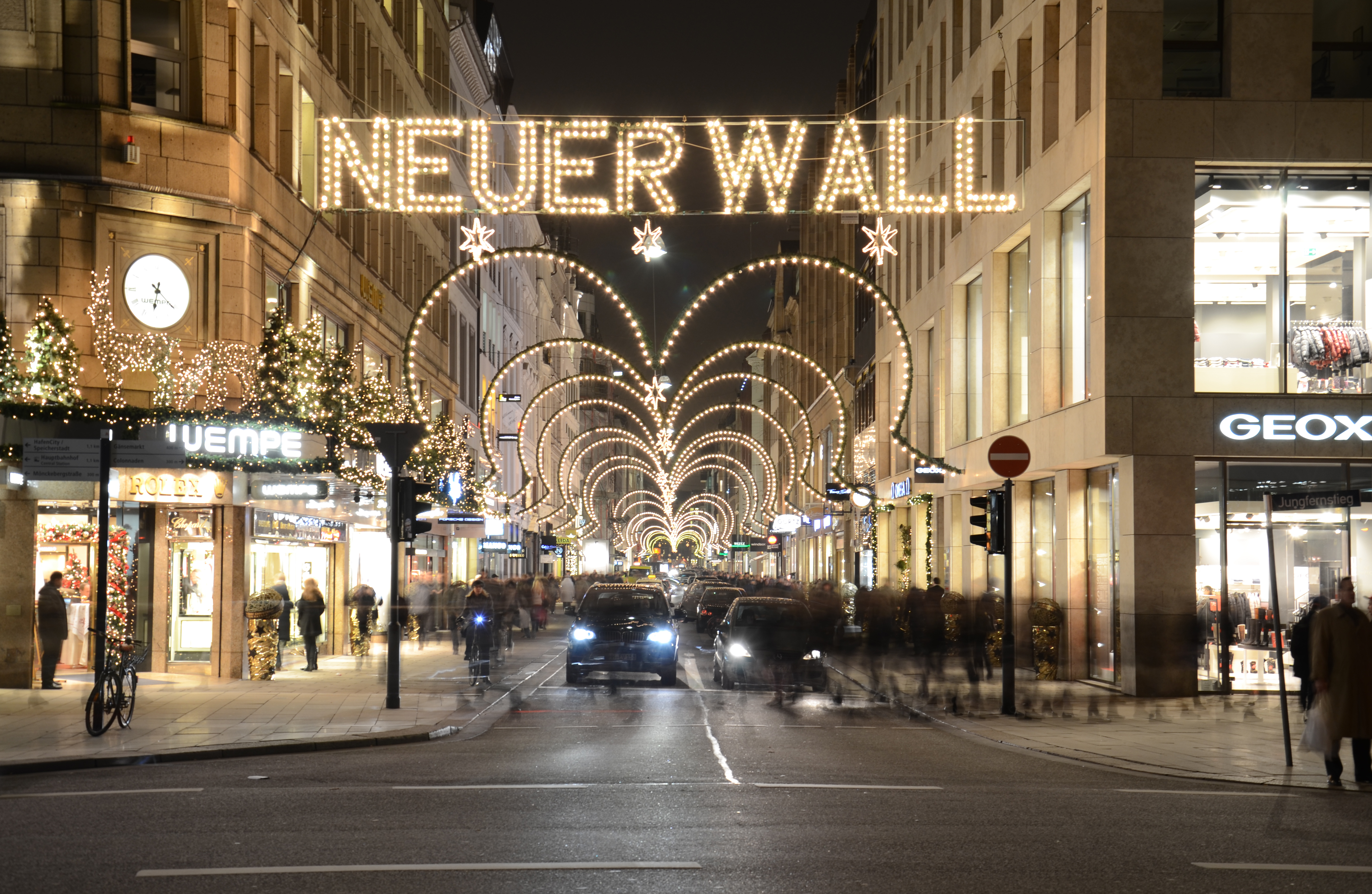
Neuer Wall mit Weihnachtsbeleuchtung, Ansicht vom Jungfernstieg

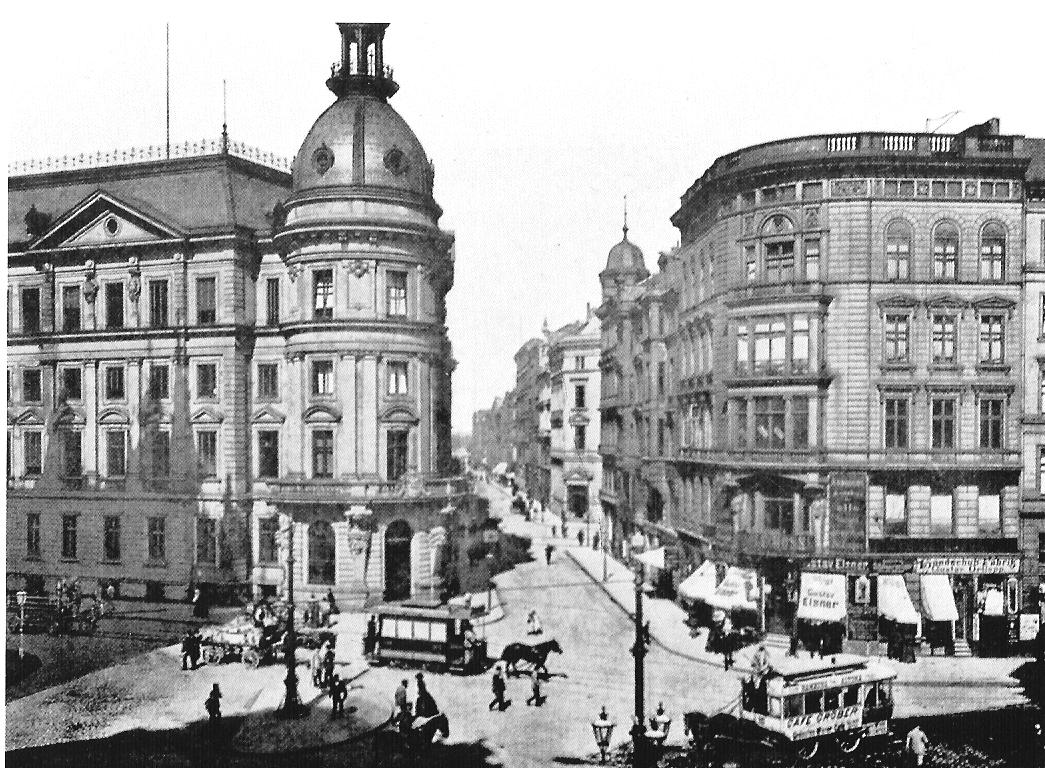
Blick von der Stadthausbrücke in den Neuen Wall, Fotografie von Johann Heinrich Strumper 1892

Der Neue Wall ist eine Geschäftsstraße im Hamburger Stadtteil Neustadt. Die Straße erstreckt sich über rund 580 Meter vom Jungfernstieg mit leichtem Gefälle in südwestlicher Richtung bis zur Stadthausbrücke und wird vom Alsterfleet und Bleichenfleet begrenzt. Die Einkaufsstraße ist als Einbahnstraße ab Stadthausbrücke befahrbar. Geschäfte und Gastronomie sind auf Konsumenten mit hoher Kaufkraft ausgerichtet. Der Neue Wall gehört nach einer Untersuchung von Jones Lang LaSalle zu den zehn führenden Luxus-Einkaufsstraßen Europas.

## Geschichte

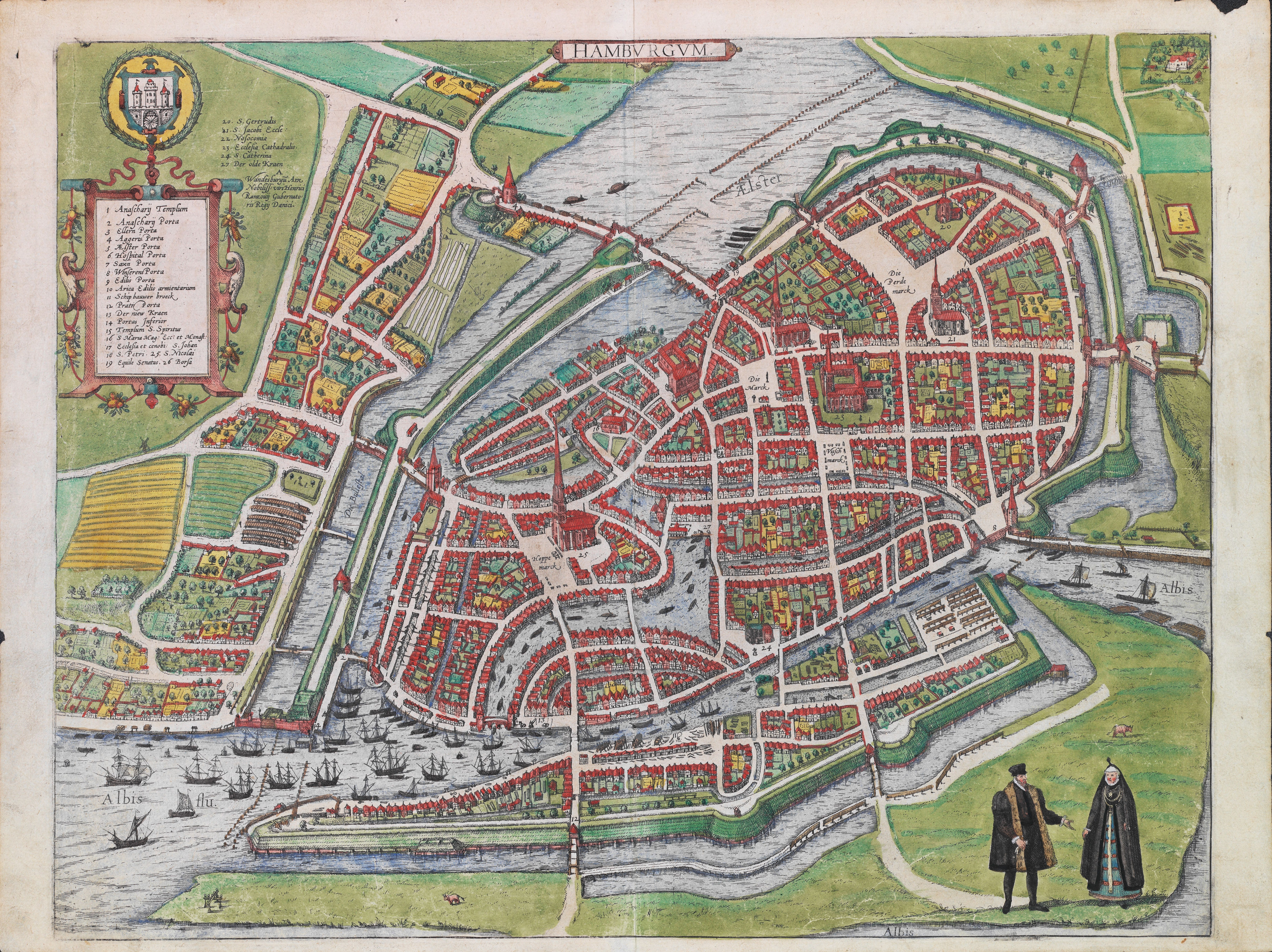
Auf diesem Plan von 1590 ist der Neue Wall im Westen als Befestigung zwischen zwei Fleeten deutlich erkennbar.

### Wallanlage
Der Neue Wall wurde von 1530 bis 1538 als zusätzliche Befestigungsanlage vor dem Alten Wall und der Stadtmauer aus dem 13. Jahrhundert errichtet und nach Süden durch den Küterwall bis zum Baumwall fortgesetzt. Auf der Außenseite wurde er durch den Herrengraben als Festungsgraben gesichert, der später nach Nordosten um das Bleichenfleet verlängert wurde. Nach dem Bau des großen Wallrings im 17. Jahrhundert, in den nunmehr auch die Neustadt einbezogen wurde, verlor der Neue Wall seine Wehrfunktion, wurde bis 1707 abgetragen und an seiner Stelle die Straße Neuer Wall angelegt. Das erste hier 1710 errichtete Gebäude war das barocke Görtz-Palais, dessen Fassade bis heute erhalten ist; dahinter wurde der Bau jedoch erheblich umgebaut.

### Architektonische Entwicklung
Bis zum Großen Brand von 1842 standen hier Wohnhäuser wohlhabender Kaufleute und auch weitere diplomatische Vertretungen, die aber schließlich im Feuer untergegangen sind. Von den Bauten des Wiederaufbaus nach dem Brand bestehen heute noch Teile der Alsterarkaden, die von Chateauneuf errichtet wurden. Auf der Rückseite der Alsterarkaden entstanden in den Folgejahren bis 1846 Gebäude, von denen einzelne (Hausnummer 9 – 11) im Bereich der Mellinpassage noch erhalten sind.

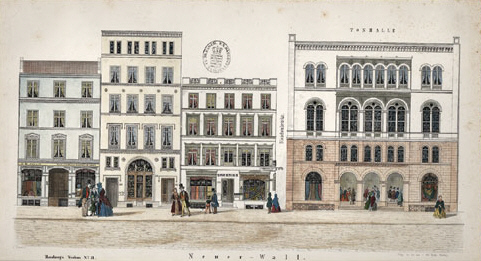
Tonhalle (rechts; 1845)

Auf Hausnummer 14 hatte der Kunstverein in Hamburg von 1899 bis 1915 seine Ausstellungsräume.
Auf Hausnummer 50 befand sich die 1843/44 nach Entwürfen von Max Koppel errichtete «Tonhalle» mit mehreren Konzerträumen, die mit Gas beleuchtet waren. Im Keller war ein «Bierkonvent». Die Tonhalle konnte sich nie als Aufführungsort von Musik etablieren und auch der Bierkeller schloss bereits 1855 wieder. 1861 wurde die Tonhalle ganz geschlossen.
Von dem Haus Neuer Wall 72/74 ist noch ein Portal erhalten. Das Gebäude wurde vermutlich zwischen 1820 und 1830 von dem Architekten Johannes Nicolaus Kuhn als Hamburger Wohnsitz des holsteinischen Grafen Gerhard von Dernath errichtet. Justus Brinckmann, Gründungsdirektor des Museums für Kunst und Gewerbe, nahm das Portal nach Abbruch des Gebäudes um 1907/1908 in seine Sammlung auf und übergab es 1909 dem Museum für Hamburgische Geschichte. Dort integrierte man das Portal während des Baus des Museums als Architekturfragment in die nördliche Außenfassade. In dem Gebäude befand sich um 1900 ein Antiquariat sowie das Restaurant C. Kothe’s Wintergarten.

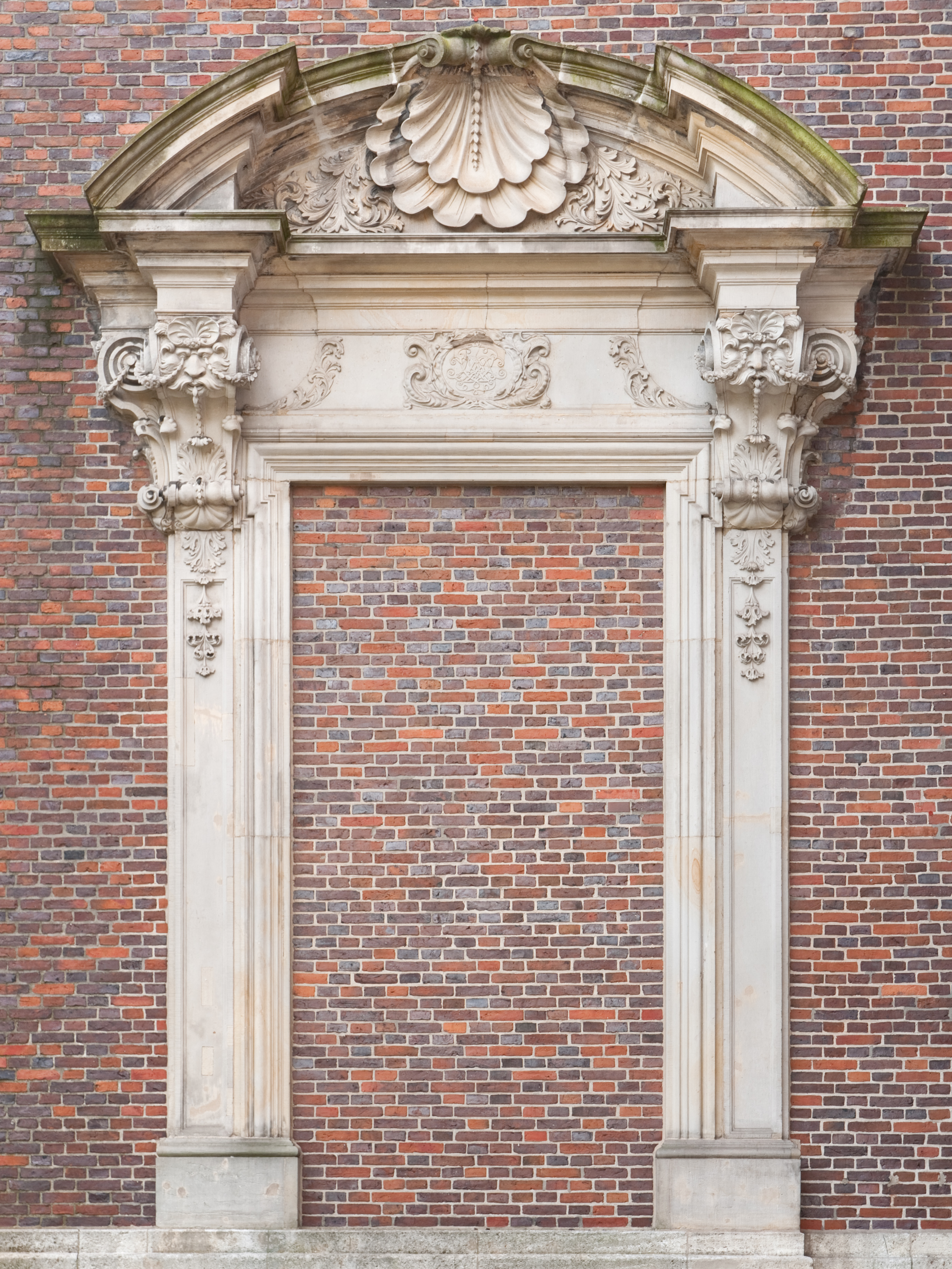
Portal Neuer Wall 72/74
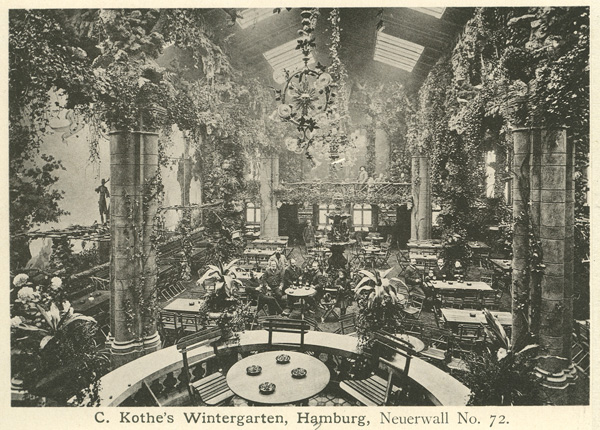
C. Kothe’s Wintergarten

Die heutige Bebauung reicht auf die Zeit der Citybildung Anfang des 20. Jahrhunderts zurück, die Bauten nach 1842 sind verschwunden. Weitere Umbauten und Modernisierungen finden bis in die heutige Zeit statt.

### Enteignungen im Dritten Reich
Am Neuen Wall wurden 41 jüdische Geschäfte und Kontore nach der Reichspogromnacht vom 9. November 1938 enteignet. Zwei Gedenktafeln an Gebäuden an der Schleusenbrücke erinnern an die Enteignung der Modehäuser Hirschfeld sowie Robinsohn. Sogenannte Treuhandgesellschaften erwarben unter Preis die Geschäfte, der Erlös wurde den Eigentümern vorenthalten, sie wurden verfolgt oder ermordet.

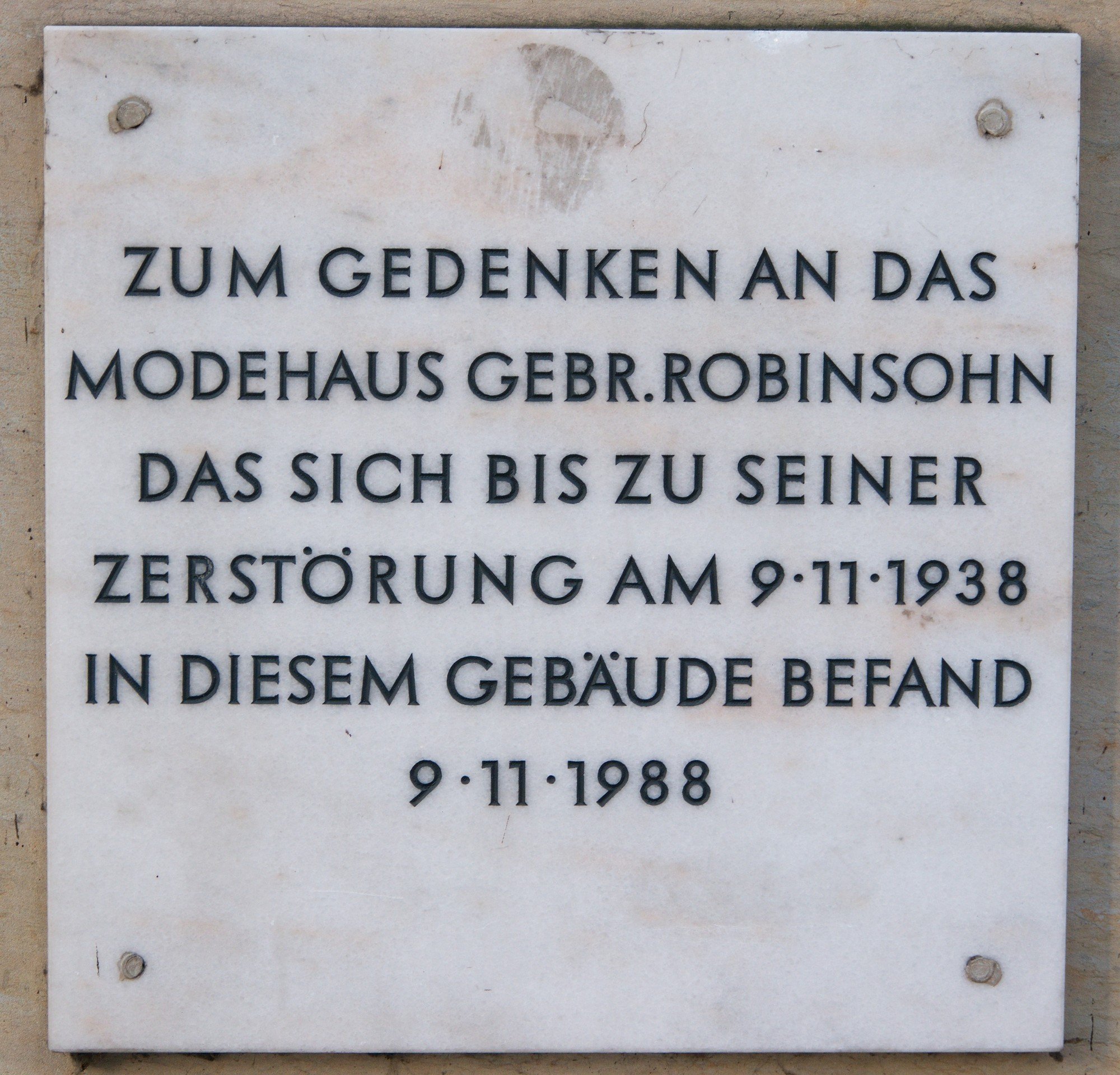
Schleusenbrücke Tafel Robinsohn
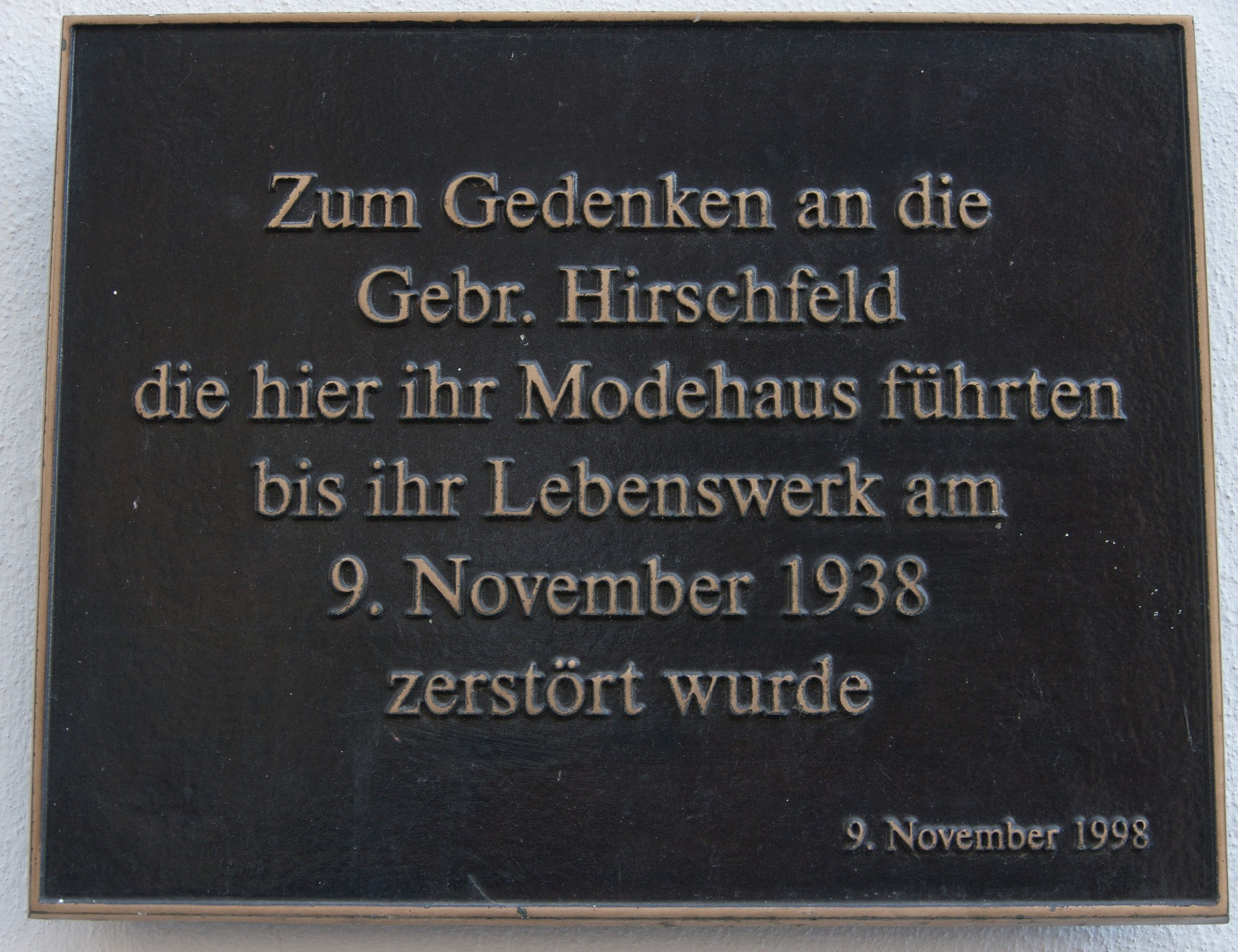
Schleusenbrücke Tafel Hirschfeld
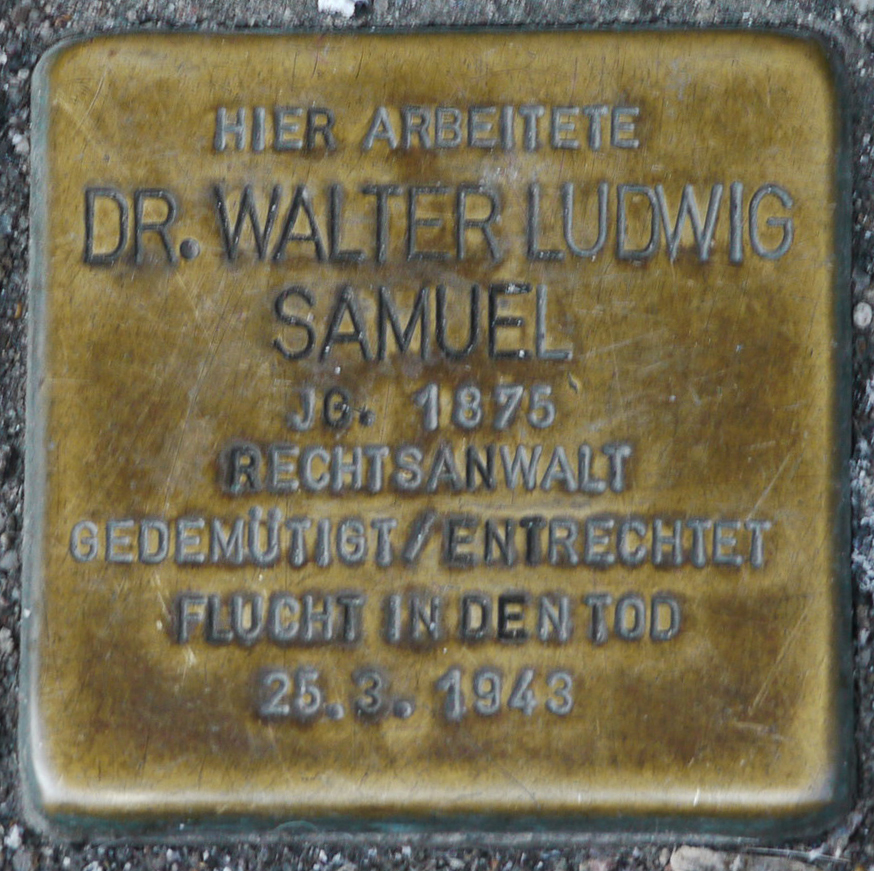
Neuer Wall 32, Stolperstein

Obwohl nur an diese drei Ereignisse an Ort und Stelle erinnert wird, waren über dreißig Firmen oder Personen in dieser Straße von den „Arisierungen“ und Enteignungen betroffen. Einige wenige Firmennamen haben den Krieg überdauert.

## Erscheinungsbild

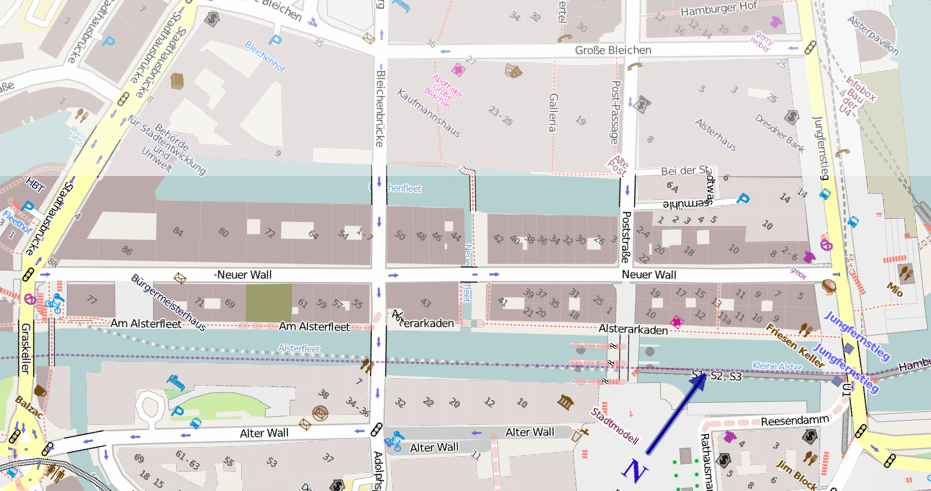
OSM-Karte - ungenordet -

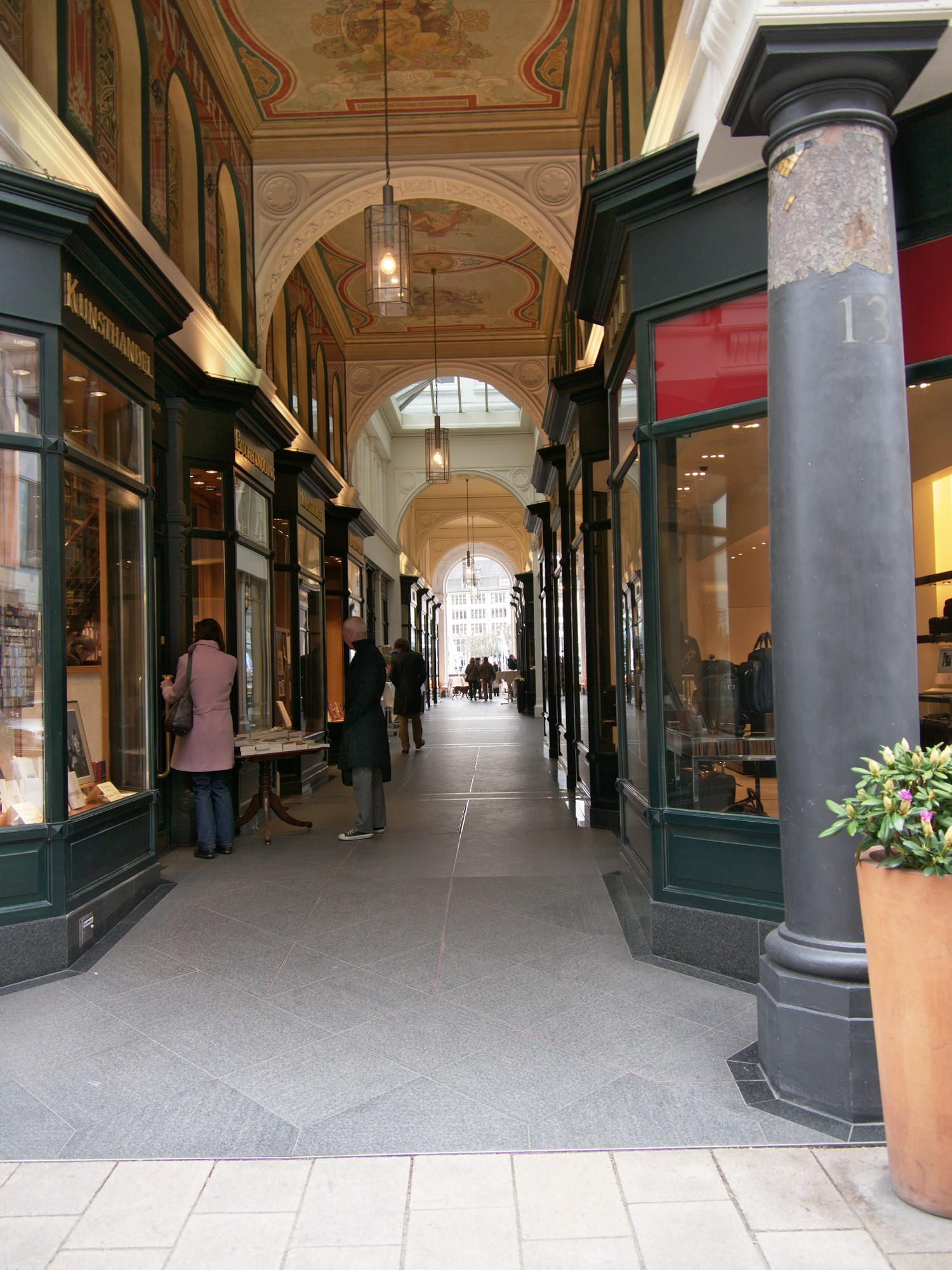
Blick durch die Mellinpassage

Die Mieter und Eigentümer der Grundstücke haben sich zum Business Improvement District Neuer Wall zusammengeschlossen, der unter anderem auch für die Reinigung der Straße sorgt und den ruhenden Verkehr kontrolliert und einweist.
Die beidseitigen breiten Bürgersteige wurden bis Sommer 2006 mit hellen Gehwegplatten modernisiert und mit großen Pflanzenkübeln begrünt. Die Straße wurde durchgängig neu gepflastert. Der Niveauunterschied zwischen Gehweg und Fahrweg wurde verringert.
Die Gestaltung der Fassaden ist sehr heterogen, teilweise in Sandstein oder Verputz, in einem Fall im Erdgeschossbereich sogar als Schiefer-Fassade, die neueren Bauten sind mit Glas/Metall-Kombinationen ausgeführt. Eine der ersten Fassaden in Glas und Aluminium in Hamburg ist das Haus 43 von Godber Nissen, das in seiner ursprünglichen Form nur vom Alsterfleet zu sehen ist, am Neuen Wall wurde ein verputzter Vorbau davor gesetzt. Die Rückseite der Häuser im mittleren Abschnitt zitieren zum Bleichenfleet hin das Erscheinungsbild alter Kaufmannshäuser mit Backsteinfassaden.

### Branchenmix
Der Neue Wall wird als Hamburgs teuerste Einkaufsstraße angesehen und ist mit seinem Angebot an Geschäften konkurrenzfähig mit der Münchner Residenz oder der Maximilianstraße. In der Straße sind zahlreiche Designerläden, Möbelhäuser und Geschäfte, die ausschließlich ein Luxussegment führen, angesiedelt. In der Nähe zum Jungfernstieg liegen ein Juweliergeschäft, Schuhgeschäfte und mehrere Filialen führender internationaler Modehäuser. Hier sind die Mieten höher, am Ende der Straße, in der Nähe zur Stadthausbrücke, liegen wegen der etwas niedrigeren Mieten Geschäfte mit größerer Verkaufsfläche, unter anderem ein Möbelgeschäft. Im Mittelteil befinden sich mehrere Textilgeschäfte, ein Porzellan- und ein Lampengeschäft. Als langjähriger Trend ist zu beobachten, dass immer wieder klassische Einzelhandelsgeschäfte aufgeben und die Flächen in der Folge von den Inhabern von Luxusmarken eingenommen werden, die Sortimentsvielfalt also sinkt, da eine Markenspezialisierung erfolgt.

### Einzelne Gebäude
Die Hausnummernzählung geht vom Jungfernstieg zur Stadthausbrücke, entgegen der heutigen Einbahnstraßenrichtung. Fett gesetzte Nummern stehen unter Denkmalschutz.
- 1–5: ehemals Neidlinger-Haus, 1948–51, Entwurf: Ferdinand Bogler. In Nr. 5 wurde 1910 das erste Ladengeschäft der «Parfümerie Douglas» durch die Schwestern Anna und Maria Carstens eröffnet.[17]
- 2–6:[18] 1968–70, Entwurf: Günter Köhler; neue Fassade 2007 durch Stern Architekten.[19]
- 7: 1844–46, Entwurf: Alexis de Chateauneuf (sehr wenig erhalten).[20] Bis 2007 war in diesem Haus auf vier Etagen das «Kinderparadies», ein 1928 hier eingezogenes Spielwarengeschäft mit einem eigenen Eingang an den Alsterarkaden. Nach einem Brand wurde es mit reduzierter Fläche noch einmal wieder eröffnet, 2003 ging es in die Insolvenz.[21] Am 30. April 2007 schloss es nach insgesamt 125 Jahren ganz.[22]
- 10: Gutrufhaus, 1913–15, Entwurf: Max und Franz Bach. Benannt nach der gleichnamigen Juwelierfamilie, die heute in Nr. 18 ansässig ist.
- 11+ 13: 1845, Entwurf Alexis de Chateauneuf, Umbau 1880er Jahre. Die Mellinpassage (Nr. 13) schafft einen Durchgang zu den Alsterarkaden. Beide Häuser wurden an Silvester 1989 weitgehend durch ein Feuer zerstört,[23] der Bereich am Neuen Wall ist jedoch erhalten geblieben. Bei Restaurierungsvorarbeiten wurden Jugendstil-Werbetafeln an den oberen Wandteilen und eine entsprechende Deckenbemalung freigelegt. Das Geschäft des etablierten Herrenausstatters «Ladage & Oelke», Lieferant des klassischen Hamburger Dufflecoats, war seit der Errichtung des Hauses Nr. 11 im Jahr 1845 bis 2019[24] in denselben Räumen untergebracht, abgesehen von einer kurzen Unterbrechung nach dem Brand 1989.[25] In Nr. 13 befindet sich seit 1948 das Ladengeschäft der renommierten Buchhandlung «Felix Jud», die sich über drei Etagen hinzieht.
- 15: Ostindienhaus, 1906/07, Entwurf: Ernst Friedheim.
- 17: 1845, umgebaut 1880er und 1920er Jahre.
- 18: Hildebrandhaus, 1907/08 erbaut von Frejtag & Wurzbach, die reich gegliederte Fassade im Art Nouveau stammt von George Radel und Richard Jacobsen. Seit 2010 befindet sich hier das Ladengeschäft des 1743 gegründeten Juweliers «Brahmfeld & Gutruf». Unter dem alten etablierten Namen «Campbell Optik» bestand hier bis 2023 außerdem ein kleines Ladengeschäft und erinnerte an ein ursprünglich 1816 von einem Schotten gegründetes Haus, das bis zur „Arisierung“ der Inhaberfamilie und auch später unter den neuen Eigentümern in der Hausnummer 30 ansässig war,[9] seit 2024 in Hausnummer 72.[26]
- 19: Fahninghaus, 1905/06, Entwurf: Johannes Grotjan. An der Ecke zur Schleusenbrücke befand sich bis 1991 das Damenmodengeschäft «Fahning», das in Gesellschaft mit den Erben der Gebr. Hirschfeld betrieben wurde.
- 22: Hübner-Haus, 1907/08, Entwurf: Henry Grell. Seinen Namen hat es vom ehemaligen Cafe Hübner, in dem sich die Damen der Hamburger Gesellschaft nach ihrem Einkaufsbummel gerne die Taschen von kräftigen Hamburger Männern ins Blankeneser Domizil bringen ließen. Im Eingangsbereich (Poststraße) befindet sich eine Treppenhausausstattung im Stil der Wiener Secession. Die ursprüngliche Konzeption der Schaufensterfassade, die über zwei Stockwerke geht, wurde für den derzeitigen Mieter («Cartier») aufgegeben.[27]

Zwischen den Hausnummern 22 und 24 kreuzt die Poststraße, beziehungsweise die Schleusenbrücke.
- 24: Leopoldshof, 1903/1904, Entwurf: Ricardo Bahre.
- 25: Das Wäschegeschäft «Möhring» gehörte zu den klassischen Fachgeschäften; es wurde 1958 auf dem Grundstück des „arisierten“ Modehaus «Robinsohn» gegründet,[28] zog 2017 vom Neuen Wall weg und schloss 2021 ganz.[29]
- 26–28: Pinçonhaus, 1903/1904, Entwurf: Frejtag & Wurzbach; 2006/7 Fassade aufwändig restauriert. Benannt nach dem Hutmacher P. M. Pinçon & Co, der schon Bismarck belieferte und vorher in einem anderen Haus am Neuen Wall ansässig war. Das «Porzellanhaus Weitz»  ist Mieter der ersten Stunde und wird dort mittlerweile in fünfter Generation geführt.[30]
- 32: Haus Reupert, 1910/1911, Entwurf: Frejtag & Elingius. Hier liegt ein Stolperstein für den Rechtsanwalt Walter Ludwig Samuel,[31] der dort mit seinem Sohn Herbert Walter eine gemeinsame Kanzlei betrieb. Dies ist der einzige Stolperstein der im Neuen Wall angebracht wurde.
- 34: Bis 1984 befand sich hier das letzte Ladengeschäft der 1817 in Hamburg gegründeten Firma «Feinkost Heimerdinger», die wegen hoher Miete die Räume aufgeben musste.[32] Seit 2006 durch ein Haus von KBNK Architekten bebaut.[33]
- 35: Seit 1917 war hier das Modehaus „Simon Arendt“ ansässig.[34] Das Modehaus wurde samt Grundstück durch Rolf Horn arisiert.[35] Von 1938 bis 1983 lautete die Firmenbezeichnung „Modenhaus Horn KG“. Als Wiedergutmachung musste Horn das Grundstück in 1953 nochmals gegen Zahlung von 200.000.-DM rechtmäßig erwerben. 1983 verkaufte Horn dann an die Firma „Unger“.[36]
- 37: 2001–03, Entwurf von Bothe, Richter, Teherani – BRT. Für den Laden der Firma Louis Vuitton entstand ein Neubau mit einer Fassade im Jugendstil.
- 41 + 43: 1954–1956, 1958/1959, Entwürfe: Godber Nissen. Zwischen beiden Häusern liegt das «Neue Fleet». Dies ist einer der ersten Versuche, in Hamburg eine Geschäftshausfassade aus Glas und Aluminium zu konstruieren. Der Bau auf Nr. 43 stand auf einem zweistöckigen Sockelgeschoss mit großen Schaufenstern. Das Geschäftshaus lag etwas hinter der Straßenflucht am Alsterfleet. Der Ursprungsbau wurde 1997 zum Neuen Wall hin nachverdichtet (Gerkan, Marg und Partner),[37] sodass die durch die Kriegszerstörungen geöffnete Bauflucht am Neuen Wall wieder geschlossen wurde[38] und der Ursprungsentwurf nur noch von der Fleetseite aus sichtbar ist.
- 42: 1962, Entwurf: Atmer + Marlow, Garten + Kahl[39]: 1991–2021 Beleuchtungsgeschäft «Ewige Lampe».[40]

Zwischen dem Haus 42 und 44 verbindet ein Kanal, der «Neue Fleet», das Alsterfleet mit dem Bleichenfleet. An der kleinen Passage führt eine Fußgängerbrücke in die Ladenpassage des Kaufmannshauses.
Die Verlängerung der Alsterarkaden bis zu diesem Punkt wurde 1999 von den Architekten Bothe, Richter, Teherani gestaltet.
- 44: Haus Kirsten, 1908, Entwurf: Alfred Löwengard
- 48: Das Mientus-Haus, benannt nach dem dort von 1980 bis 2024[42] ansässigen Modegeschäft, ist ein 1980 nach Entwürfen von Graaf, Schweger & Partner ausgeführter Bau auf einem schmalen Grundstück, der sich gelungen in seine Umgebung einpasst.[43][44]

Zwischen den Nummern 50 und 52 kreuzt die Straße Bleichenbrücke, die den Alsterfleet schließlich als Adolphsbrücke überspannt. Die Verlängerung der Alsterarkaden auf der Rückseite der Häuser hieß ab hier bis 2024 «Am Alsterfleet», seither «Karl-Lagerfeld-Promenade». Es besteht somit ein durchgängiger Weg für Fußgänger entlang des Alsterfleets von der Binnenalster bis zum Baumwall.
- 54: Erbaut 1900, wiederaufgebaut 1950, saniert 2000.[46] Hier befand sich von 1953 bis Silvester 1994 Peter Ahrweilers «Kleine Komödie» im Keller, die aufgrund gestiegener Miete schloss.[47]
- 59: Citterio-Haus 2000–2002, Entwurf: Antonio Citterio, Durchführung: Bernd Leusmann.
- 64: Handelszentrum, 1997/1998, Entwurf: Alsop+Störmer. Das Haus mit einer blauen Glasfassade hat einen Durchgang zum Bleichenfleet. Auftraggeber war die Vereins- und Westbank, die hier ein Wertpapierhandelszentrum einrichten wollte; nur der Name ist dem Bau geblieben.[48]
- 72: Paulsenhaus, 1907/1908, Entwurf: Claus Meyer, von 1949 bis 2016[49] Einrichtungshaus «Bornhold», seit 2024 «Campbell Optik»[50]
- 73–75: Bürgermeisterhaus, 1912.
- 77: Solitärbau 1991–1993 von Bernhard Winking, der sich durch einen kleinen Platz, auf dem eine Statue des ehemaligen Bürgermeisters Carl Friedrich Petersen aufgestellt ist, von den anderen Bauten absetzt. Vor diesem Haus, direkt unter der Stadthausbrücke liegt der Eingang zur S-Bahn. Dies ist das einzige Haus mit einem gastronomischen Betrieb in der Straße.
- 80: Bornhold Haus, 2007–2009. Entwurf: Kitzmann Architekten.
- 86: Das rekonstruierte Görtz-Palais (siehe oben), das mit dem Stadthaus verbunden ist, und in dem die Behörde für Stadtentwicklung und Umwelt untergebracht war. Zur Geschichte als Polizeipräsidium und Gestapo-Zentrale siehe Stadthaus.
- 88: Palaishaus.[51] 1888–92 als Erweiterungsbau zum Görtz-Palais durch Carl Johann Christian Zimmermann erbaut.

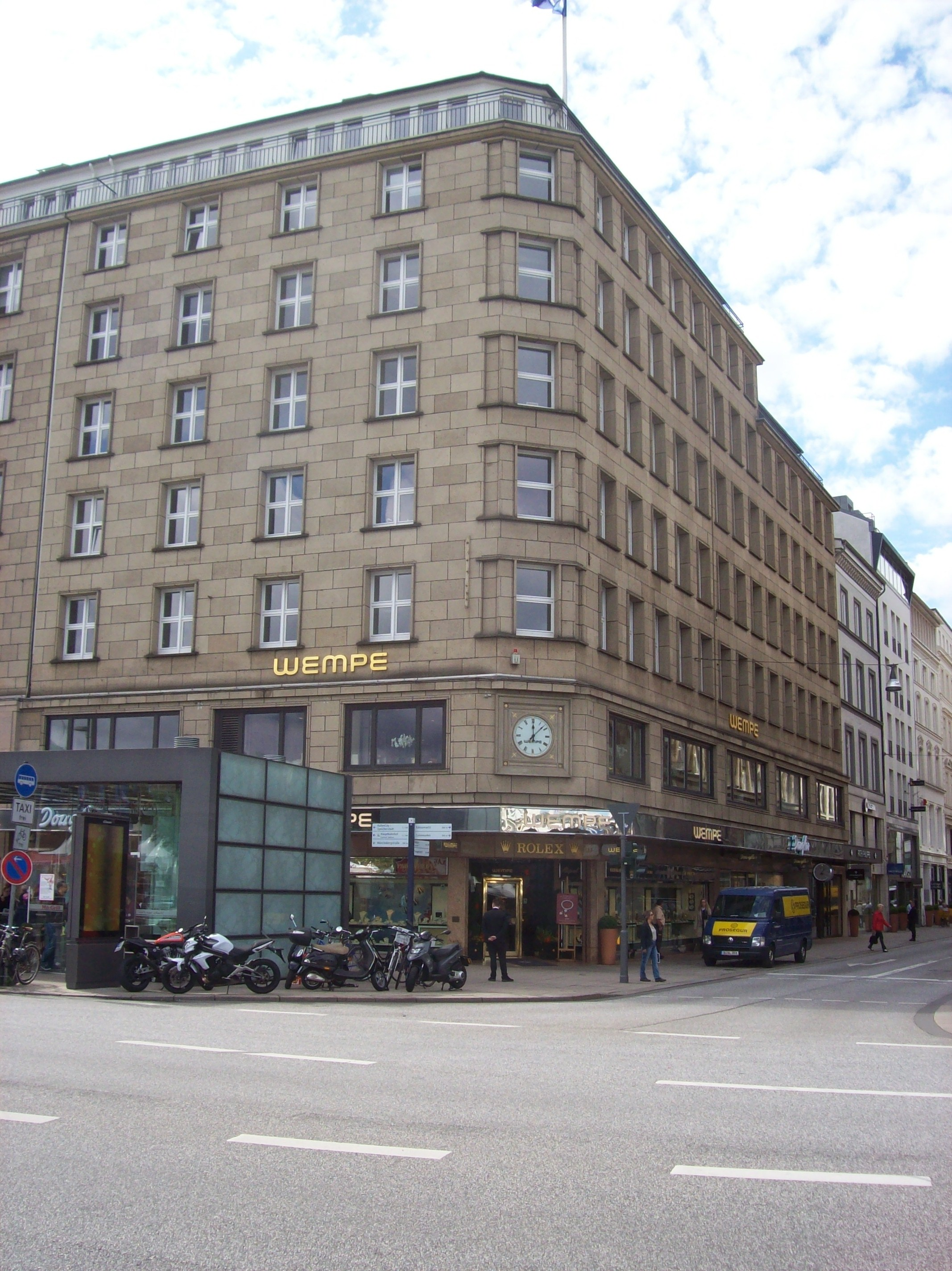
Nr. 1–5
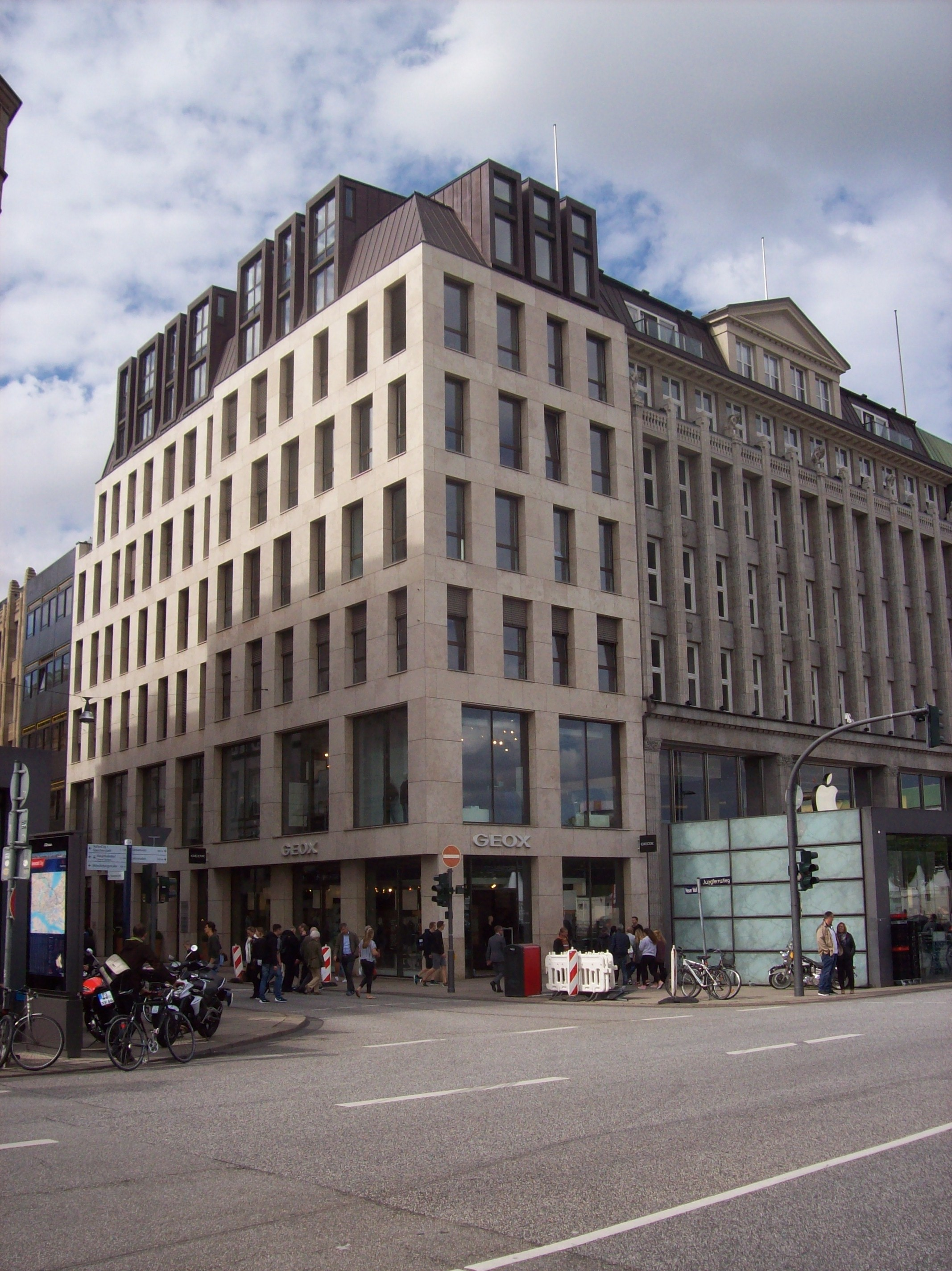
Nr. 2
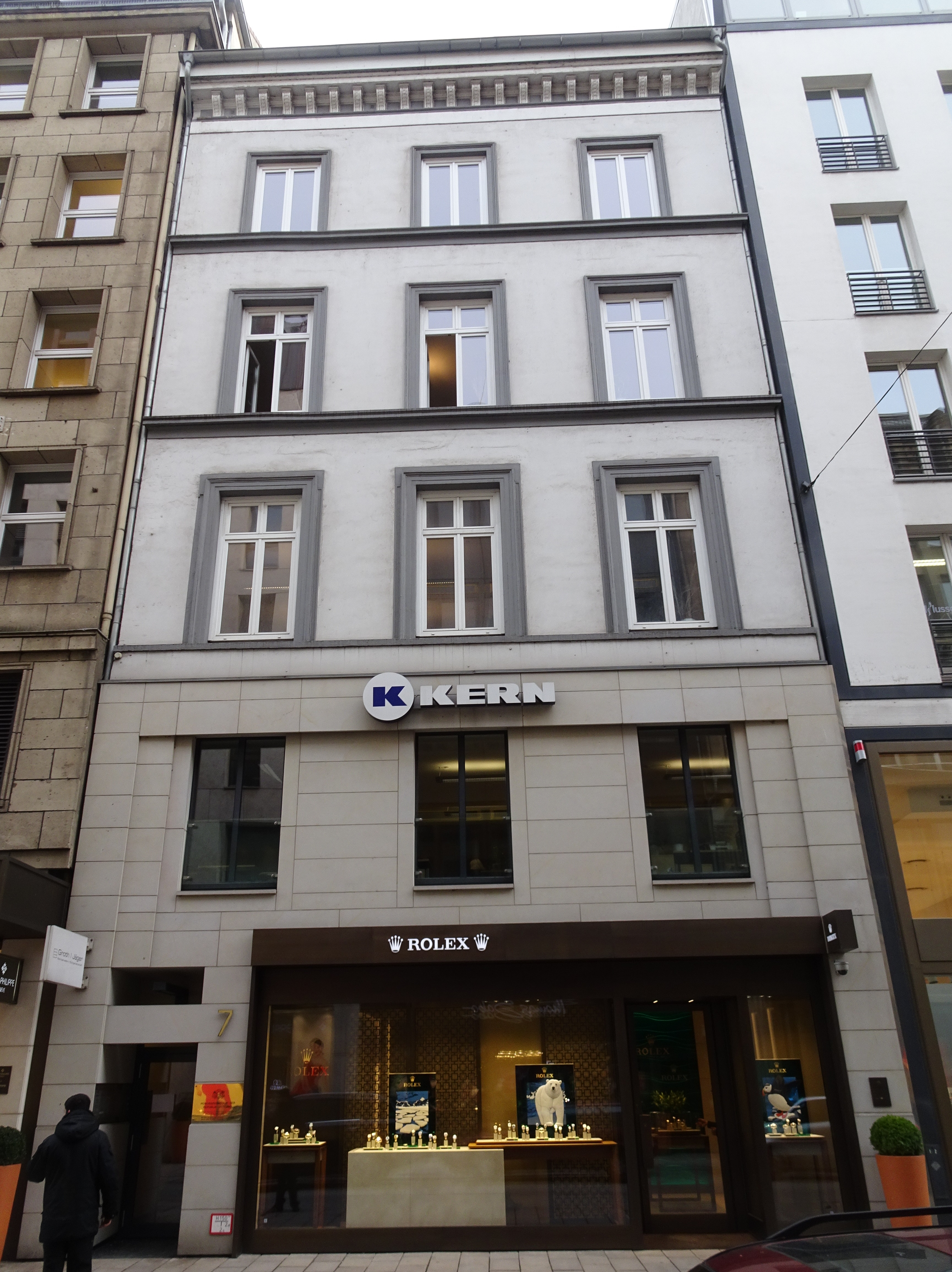
Nr. 7
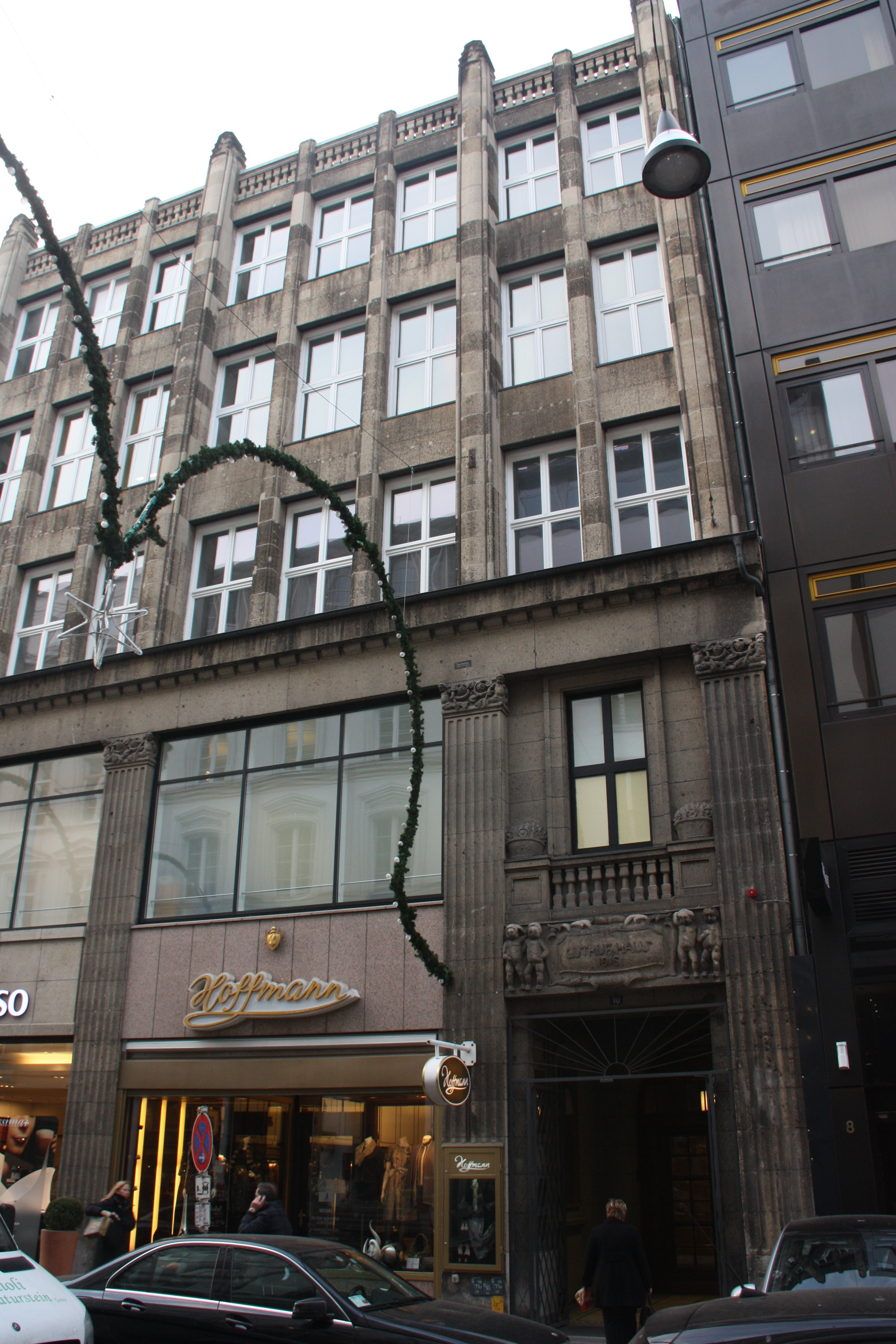
Nr. 10: Gutrufhaus
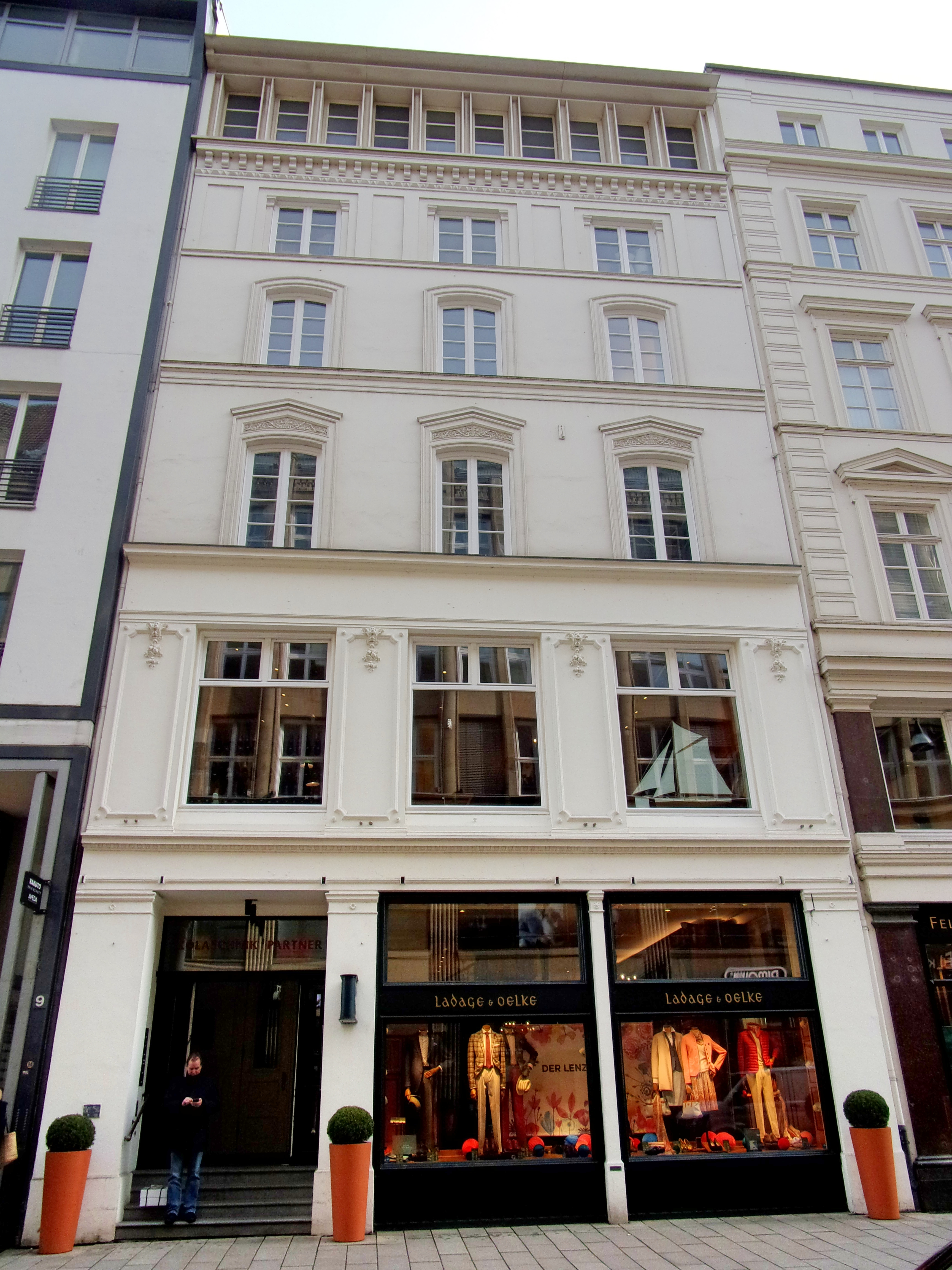
Nr. 11
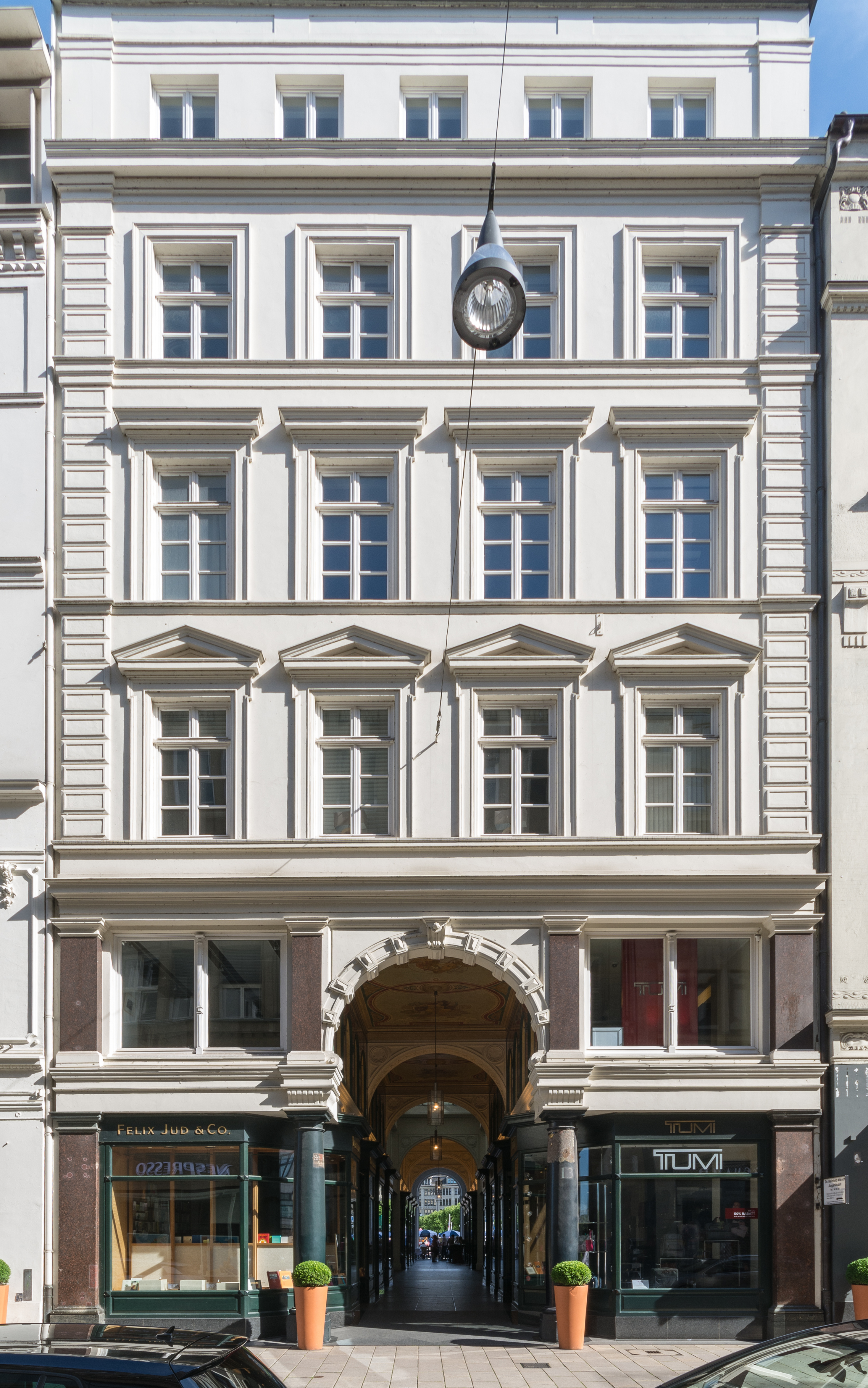
Nr. 13: Mellinpassage
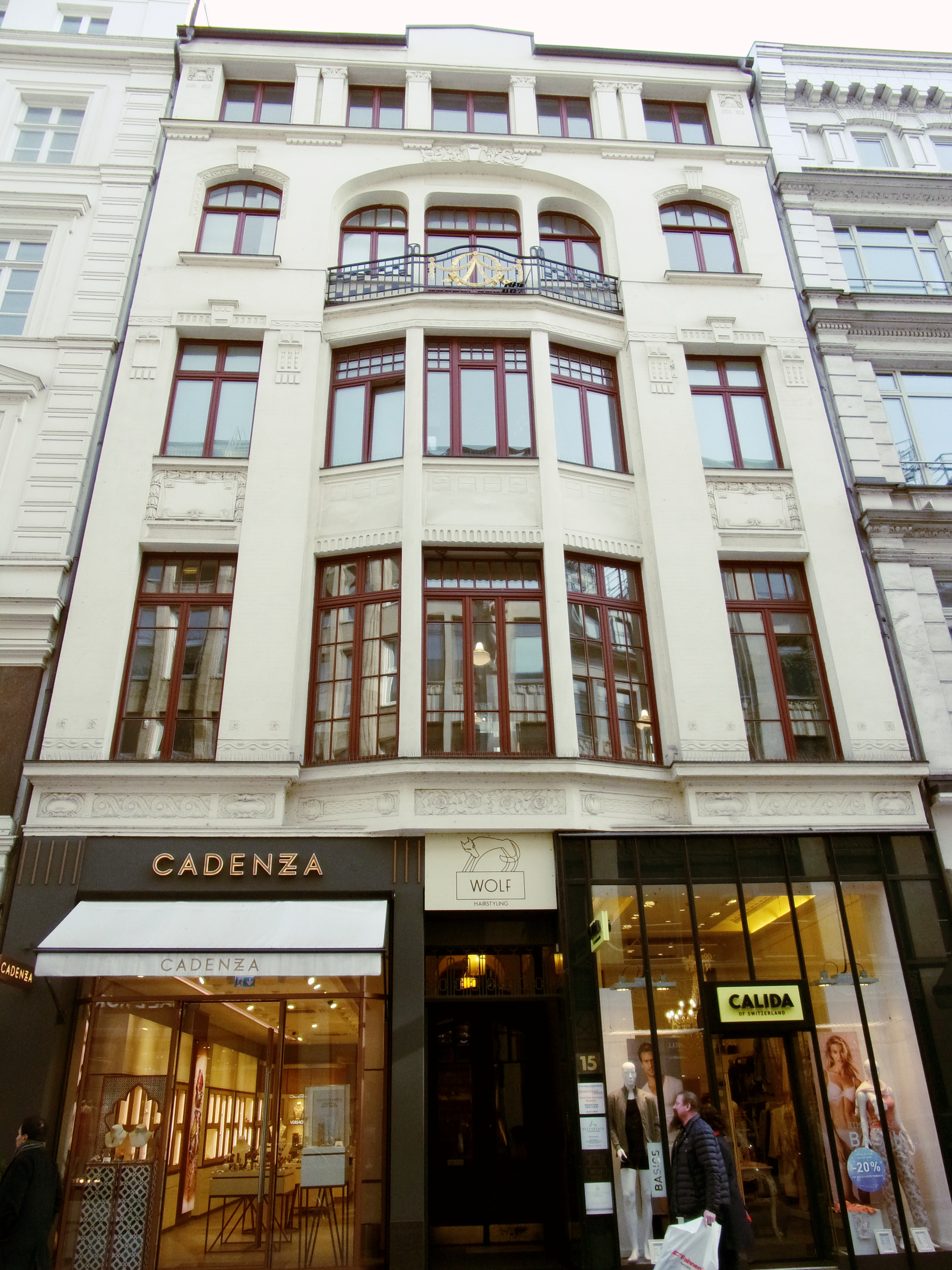
Nr. 15: Ostindienhaus
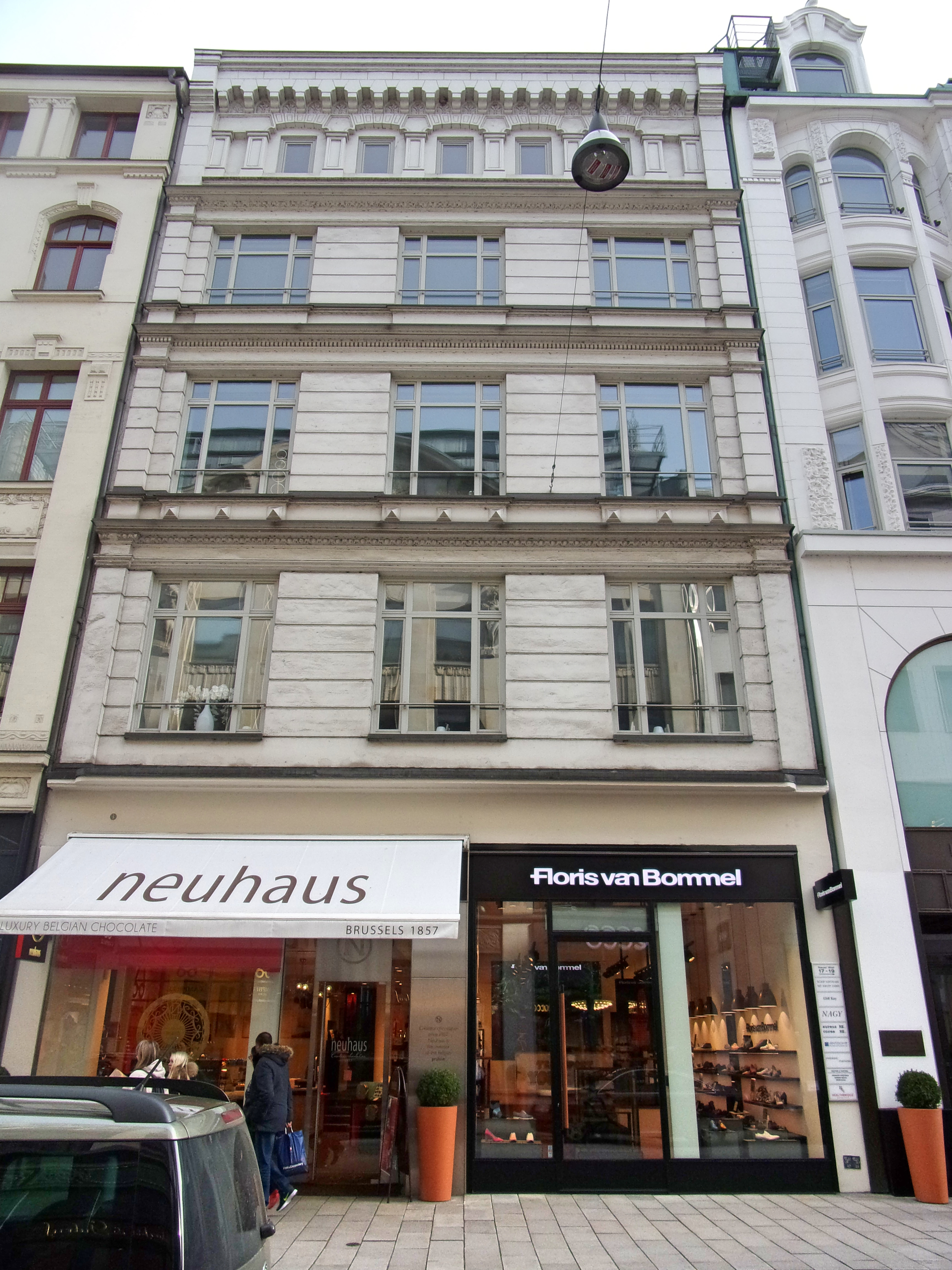
Nr. 17
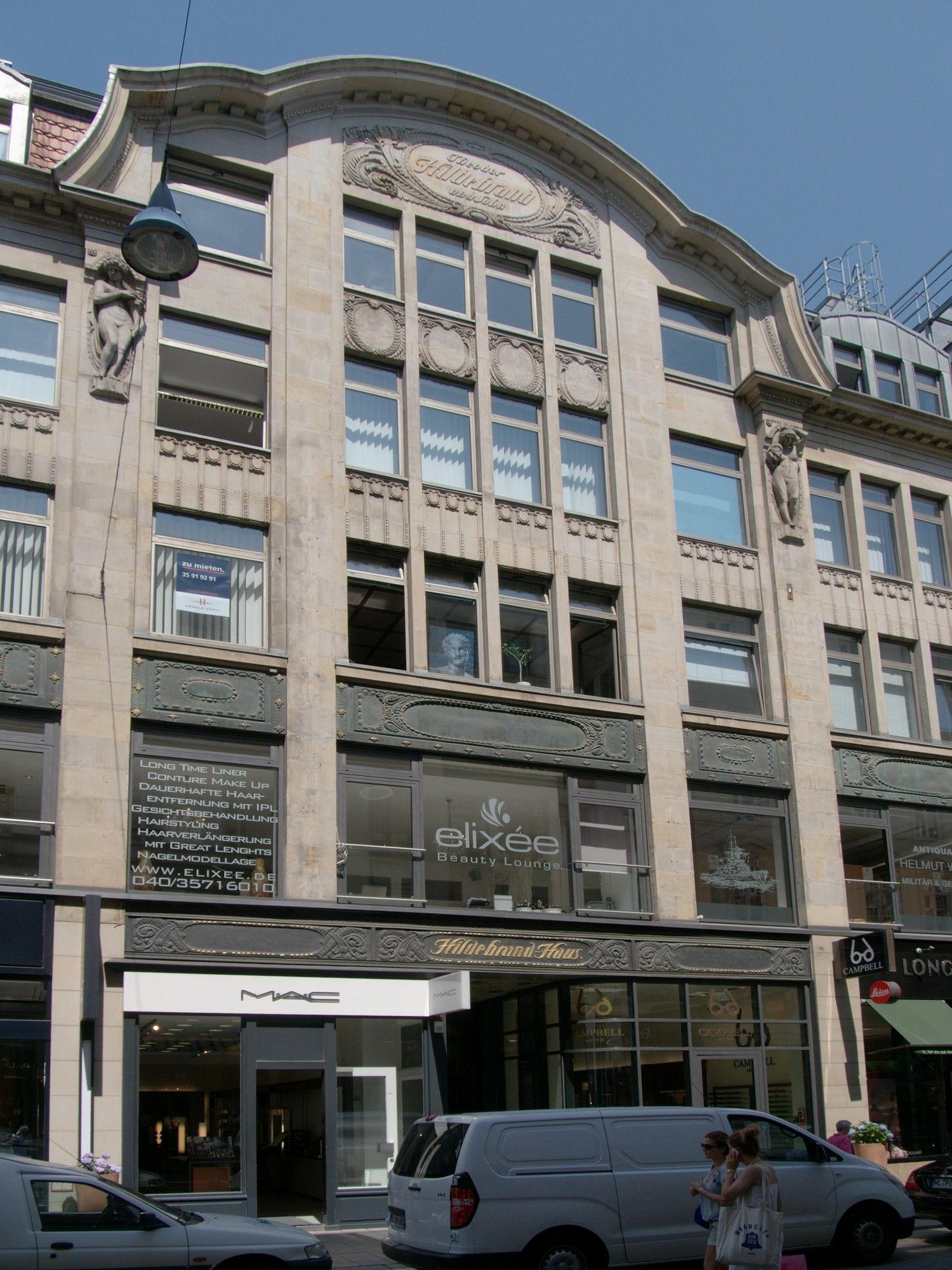
Nr. 18: Hildebrandhaus
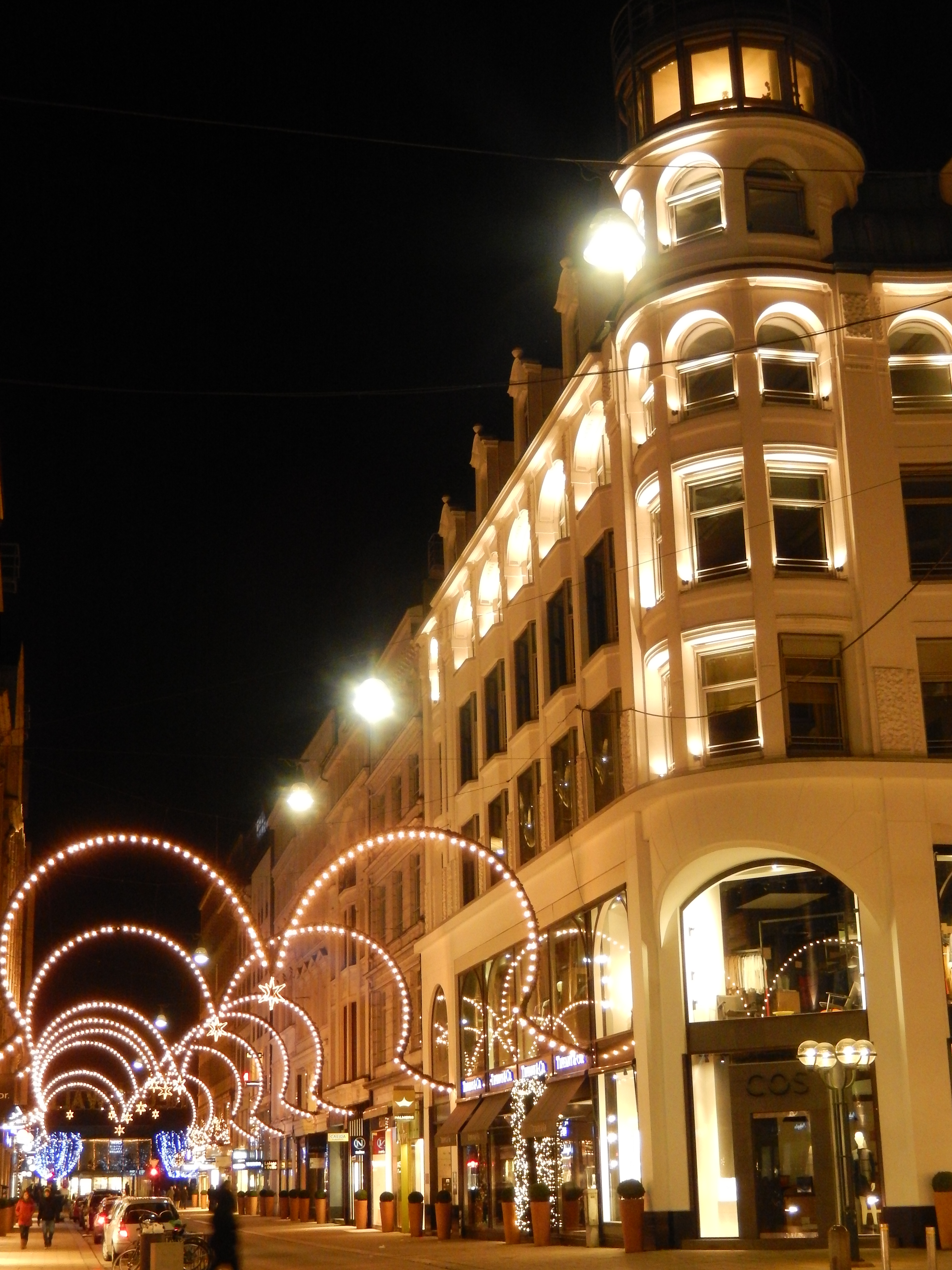
Nr. 19: Fahninghaus
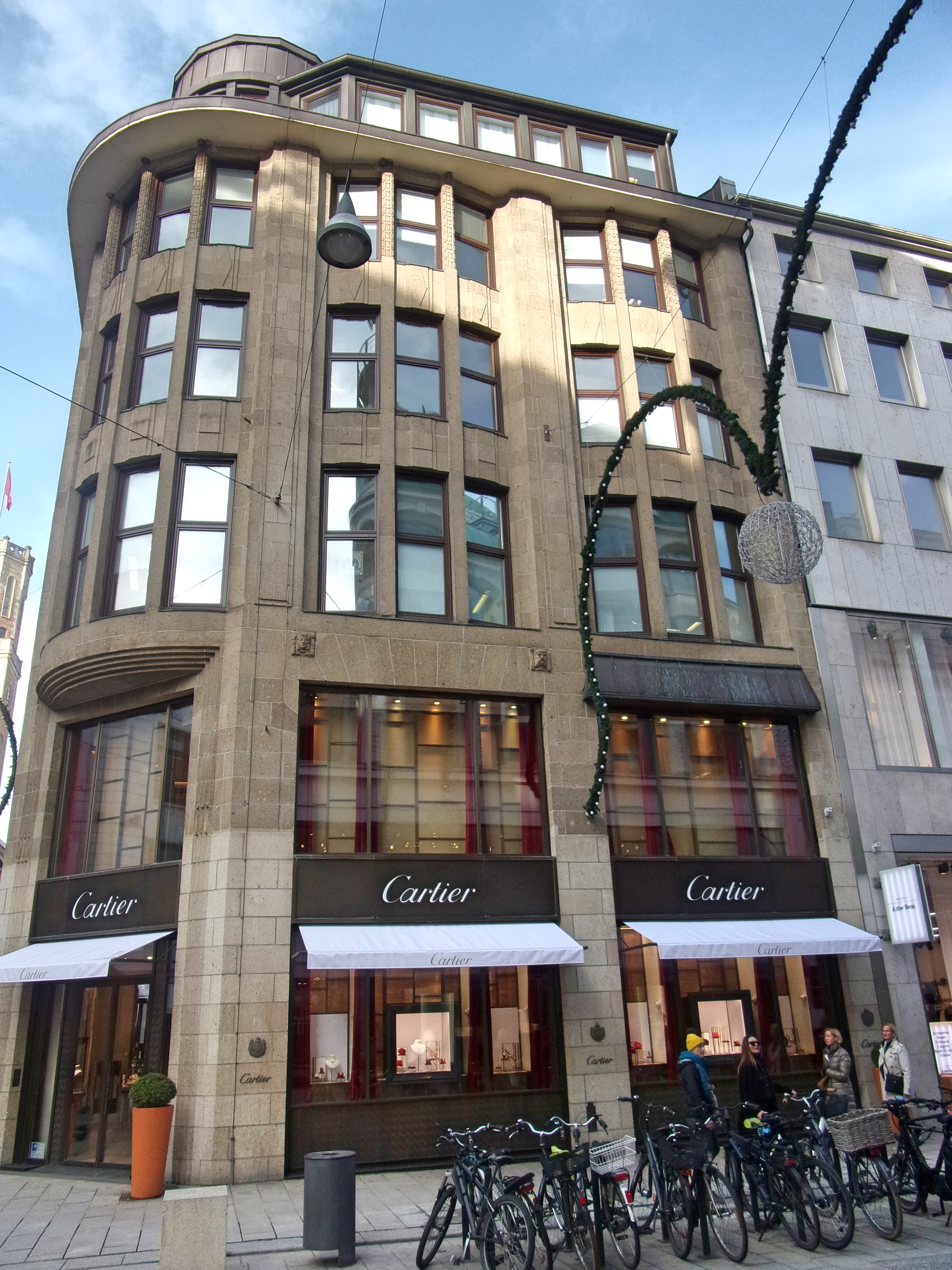
Nr. 22: Hübner-Haus
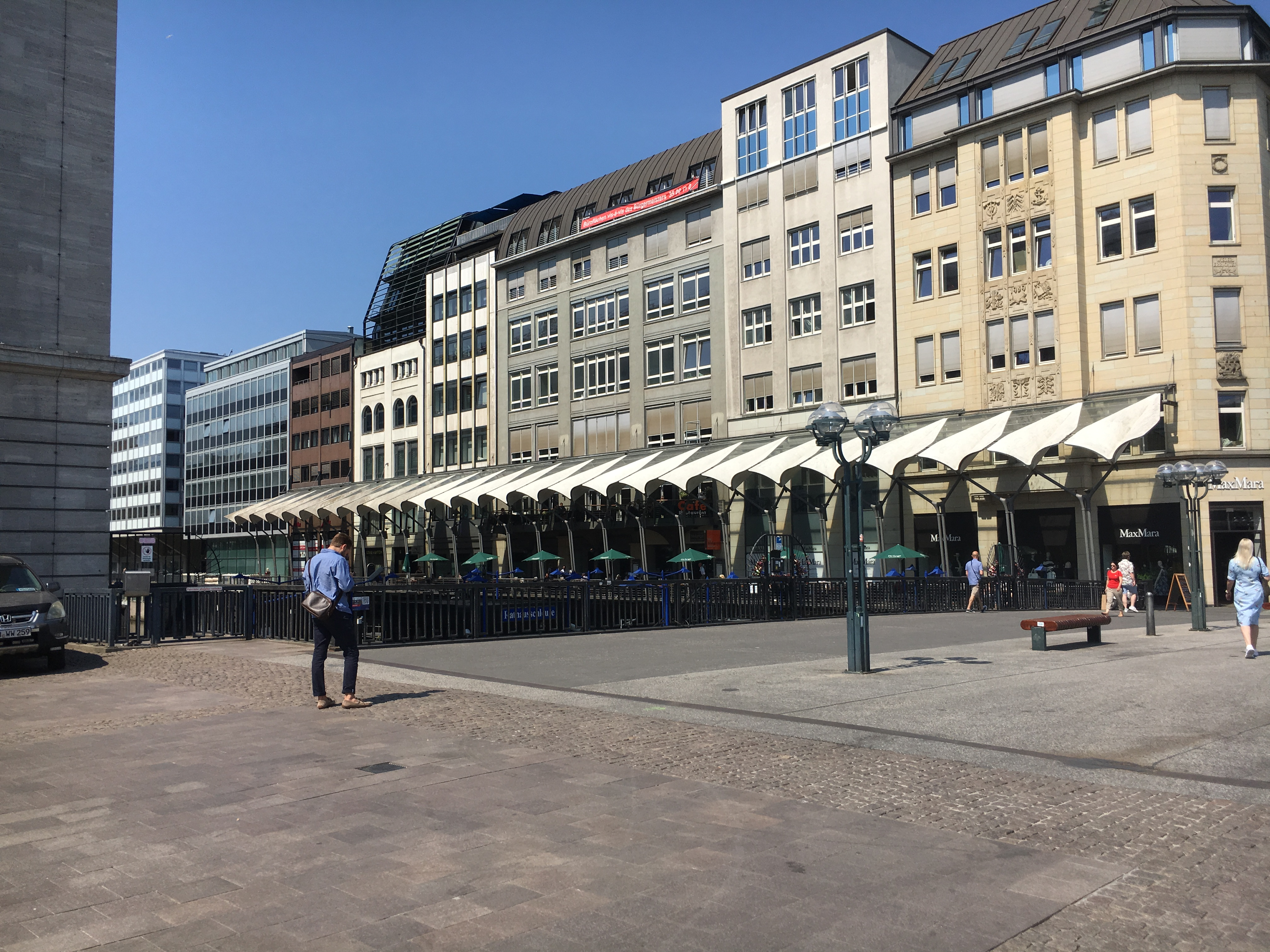
Nr. 25 (2. v. r.), 31, 35, 37, 39, 41, 43 (v. r. n. l., Fleetseite). Unten: Verlängerung Alsterarkaden
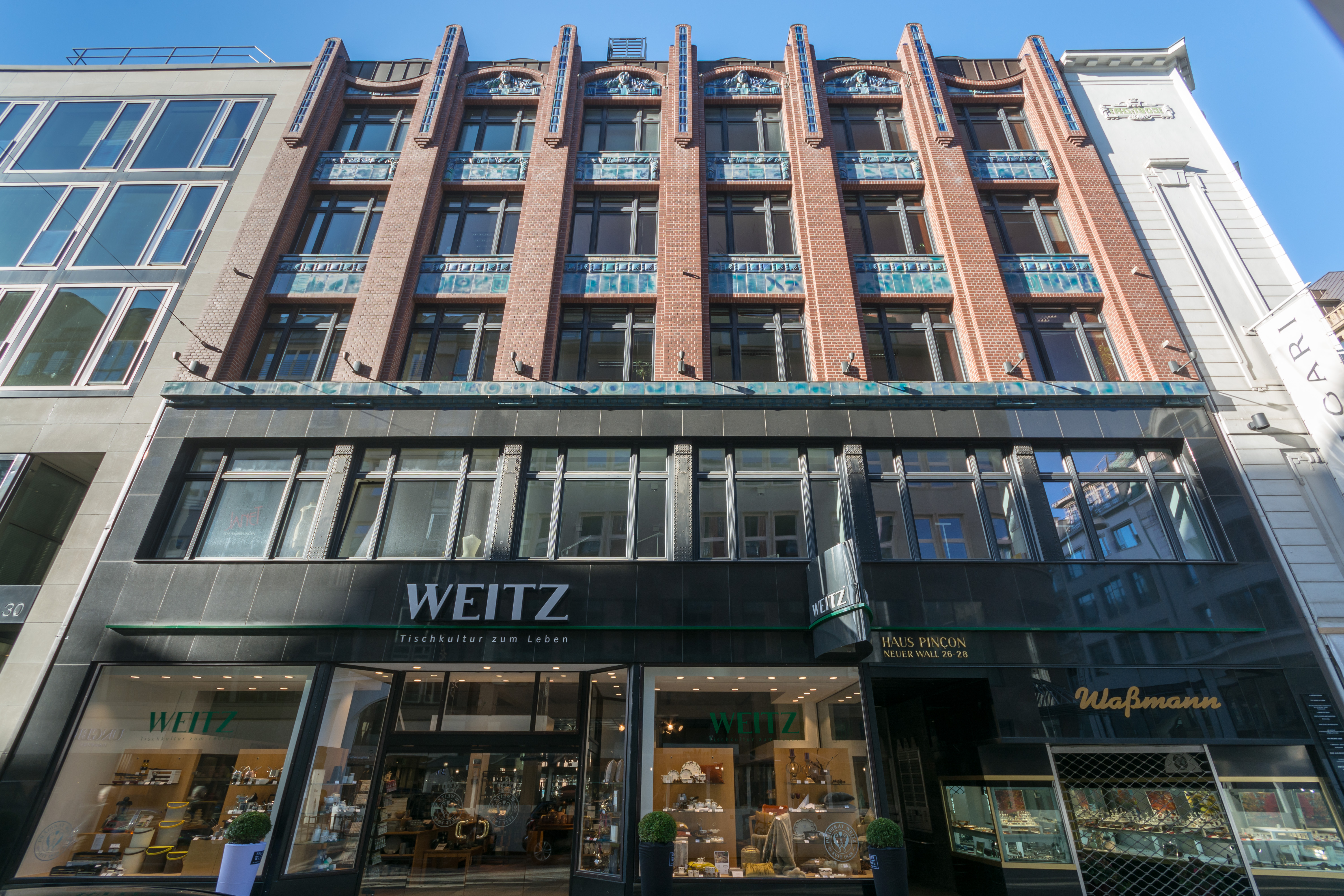
Nr. 26/28: Pinçonhaus
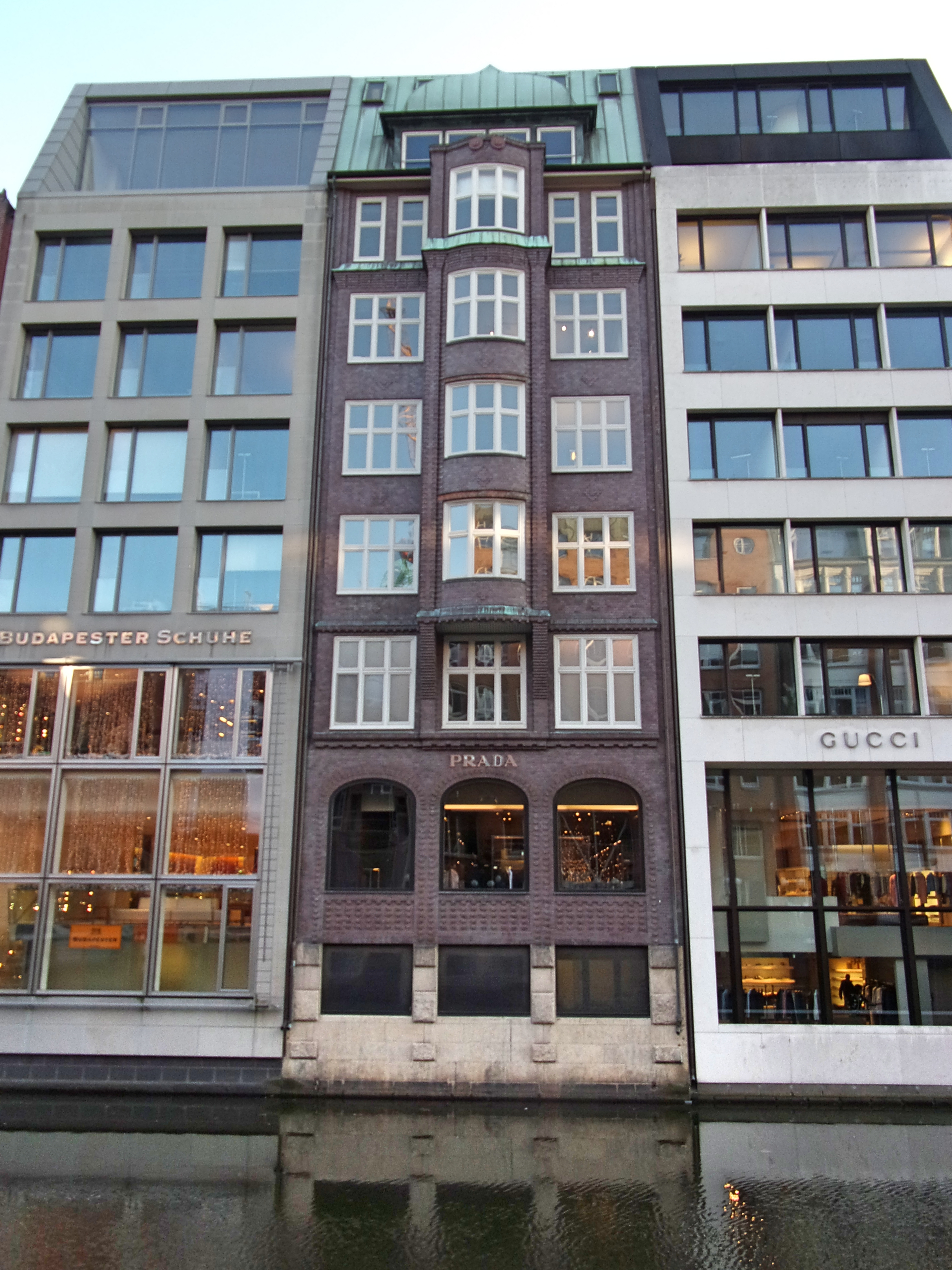
Nr. 32: Haus Reupert (Mitte), 34 (rechts; Fleetseite)
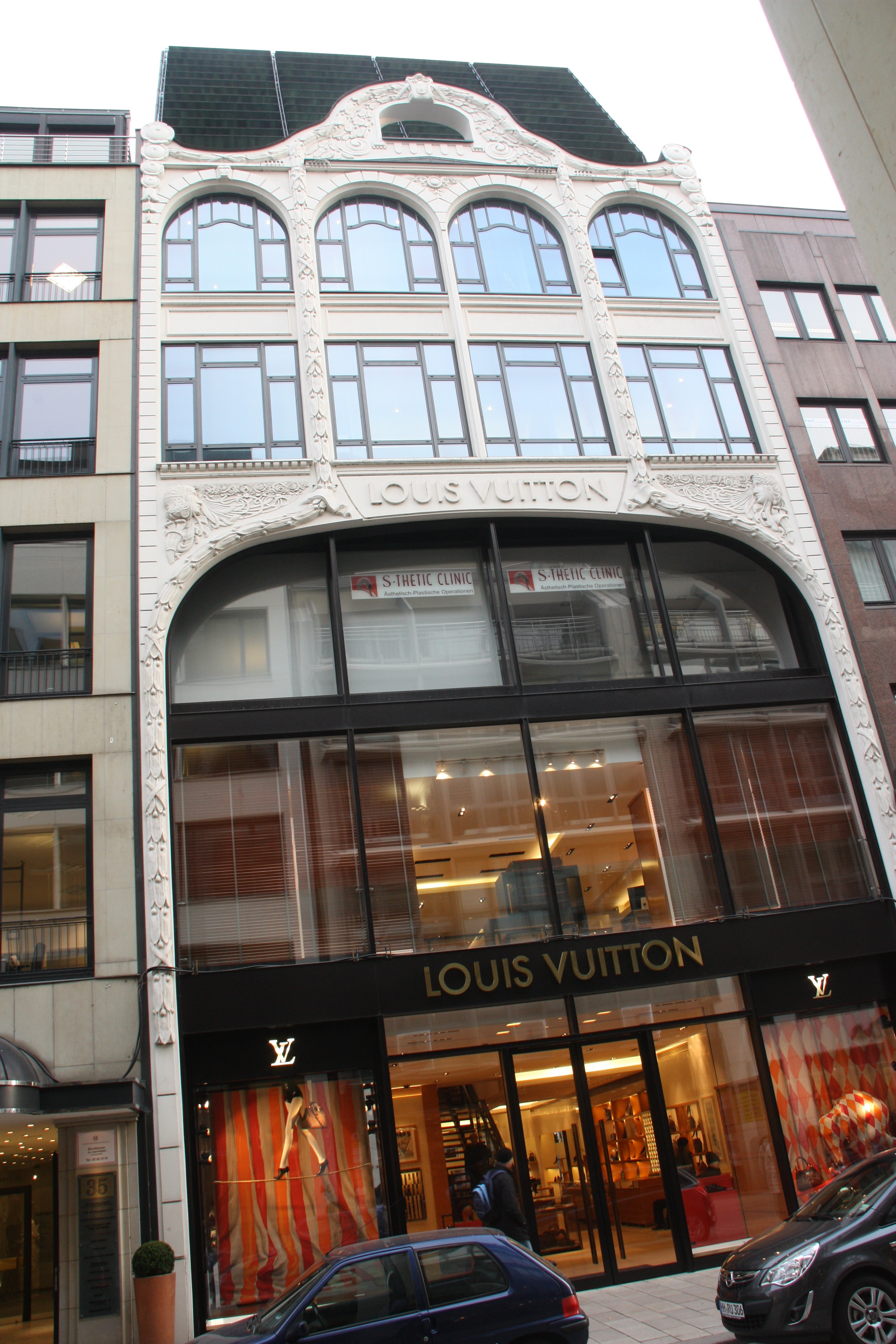
Nr. 37: Louis Vuitton
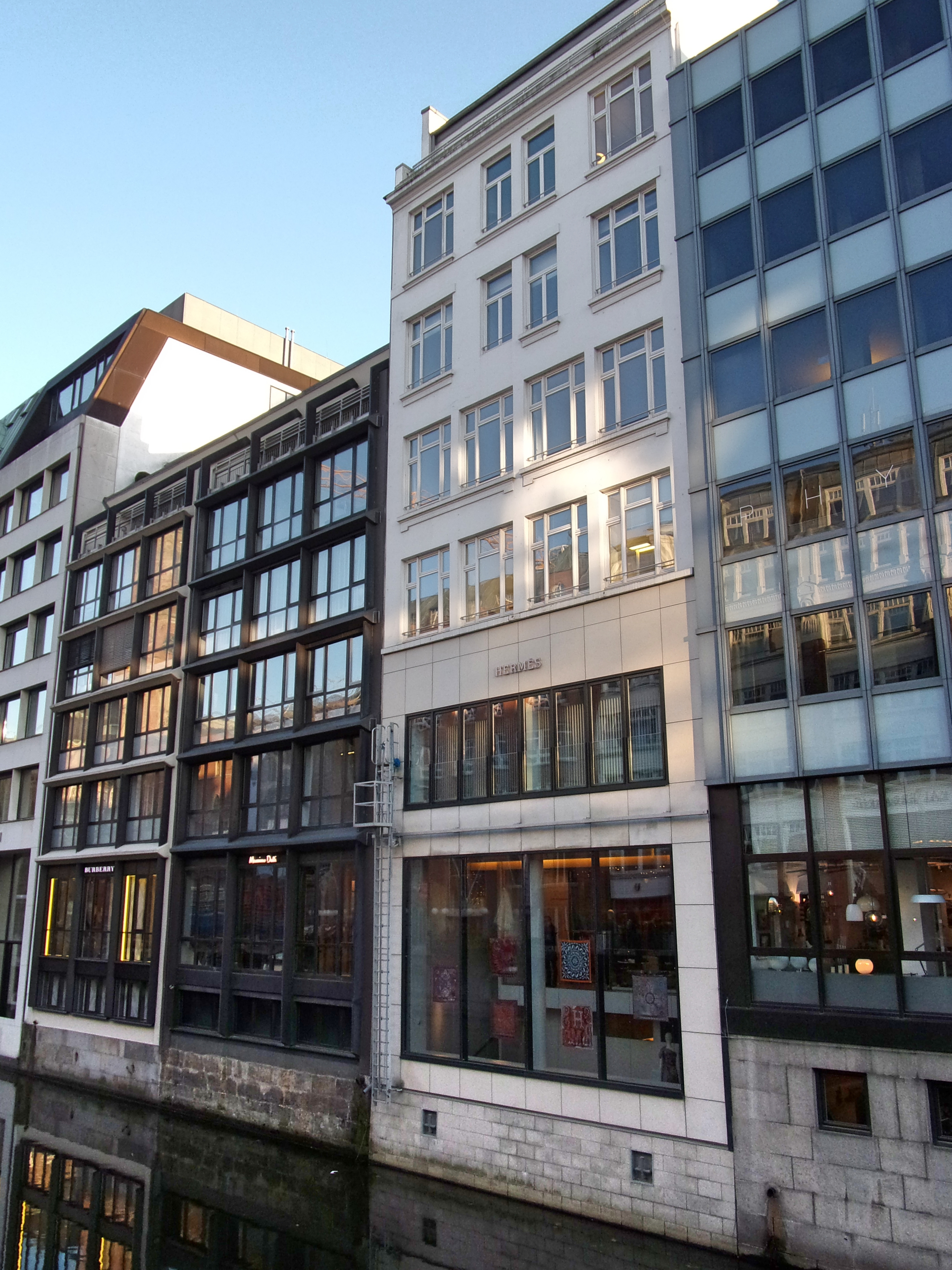
Nr. 42 (rechts angeschnitten, Fleetseite)
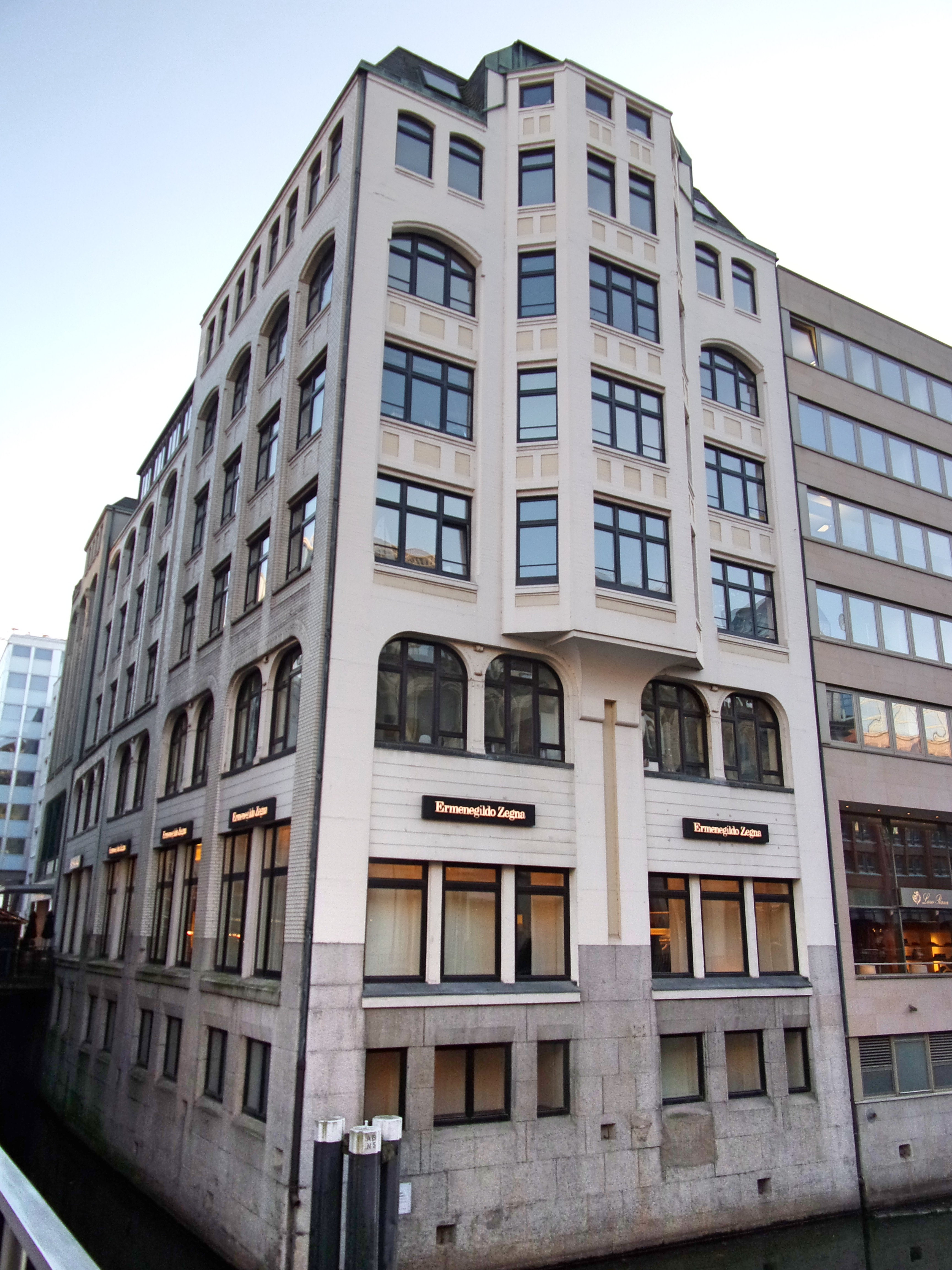
Nr. 44: Haus Kirsten (Fleetseite)
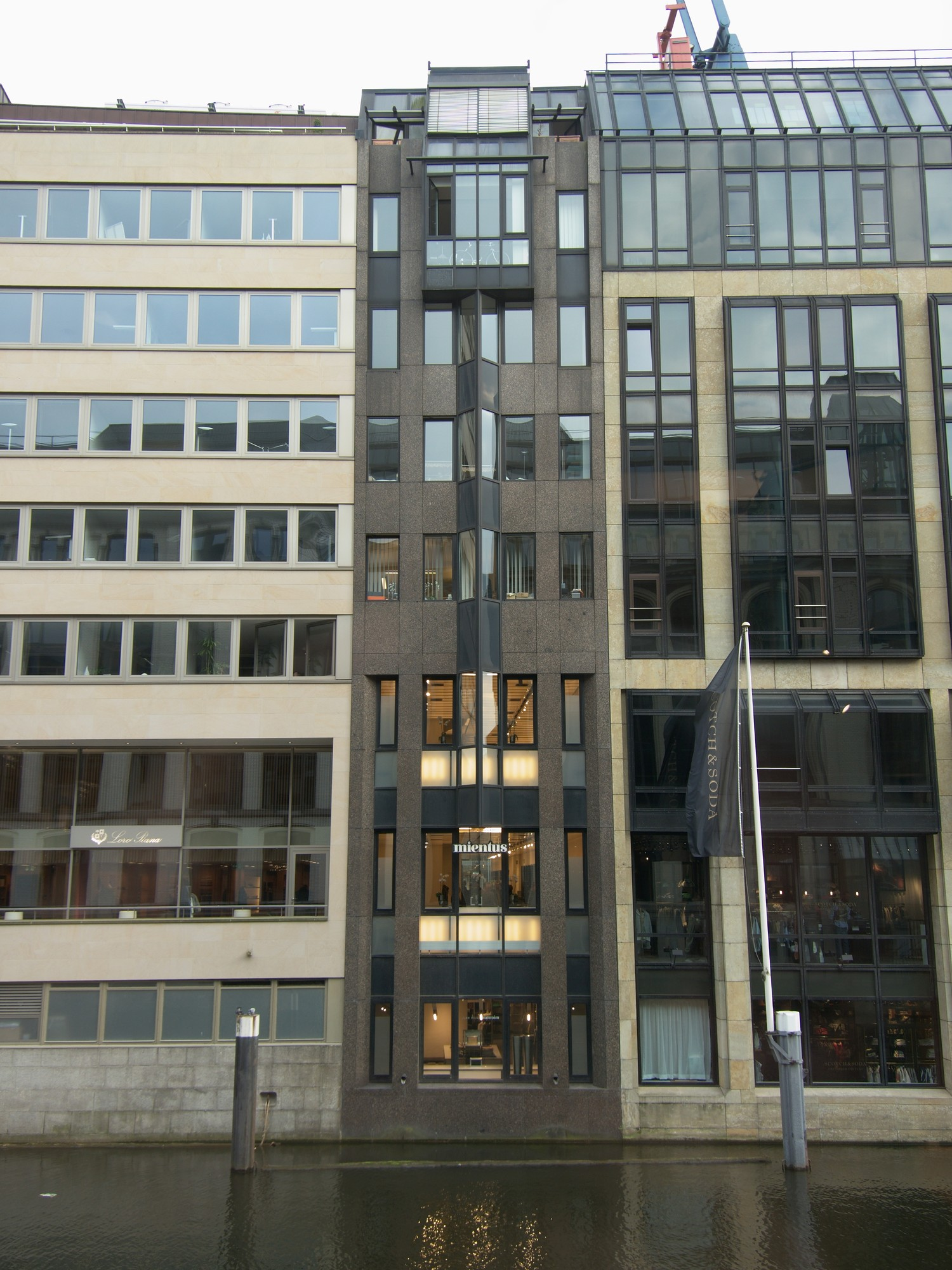
Nr. 48: Mientus-Haus (Mitte; Fleetseite)
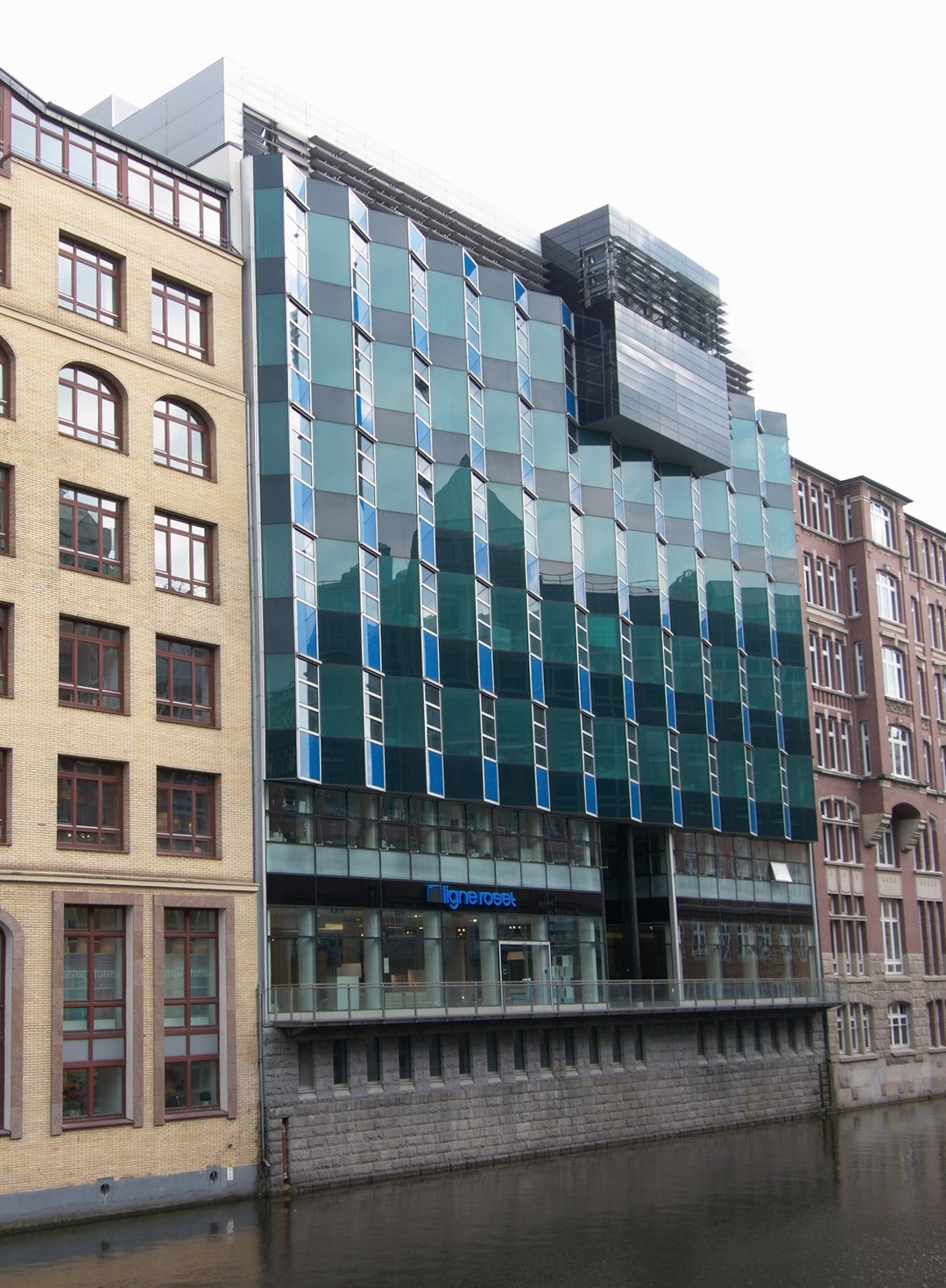
Nr. 64: Handelszentrum (Mitte), 54 (links; Fleetseite)
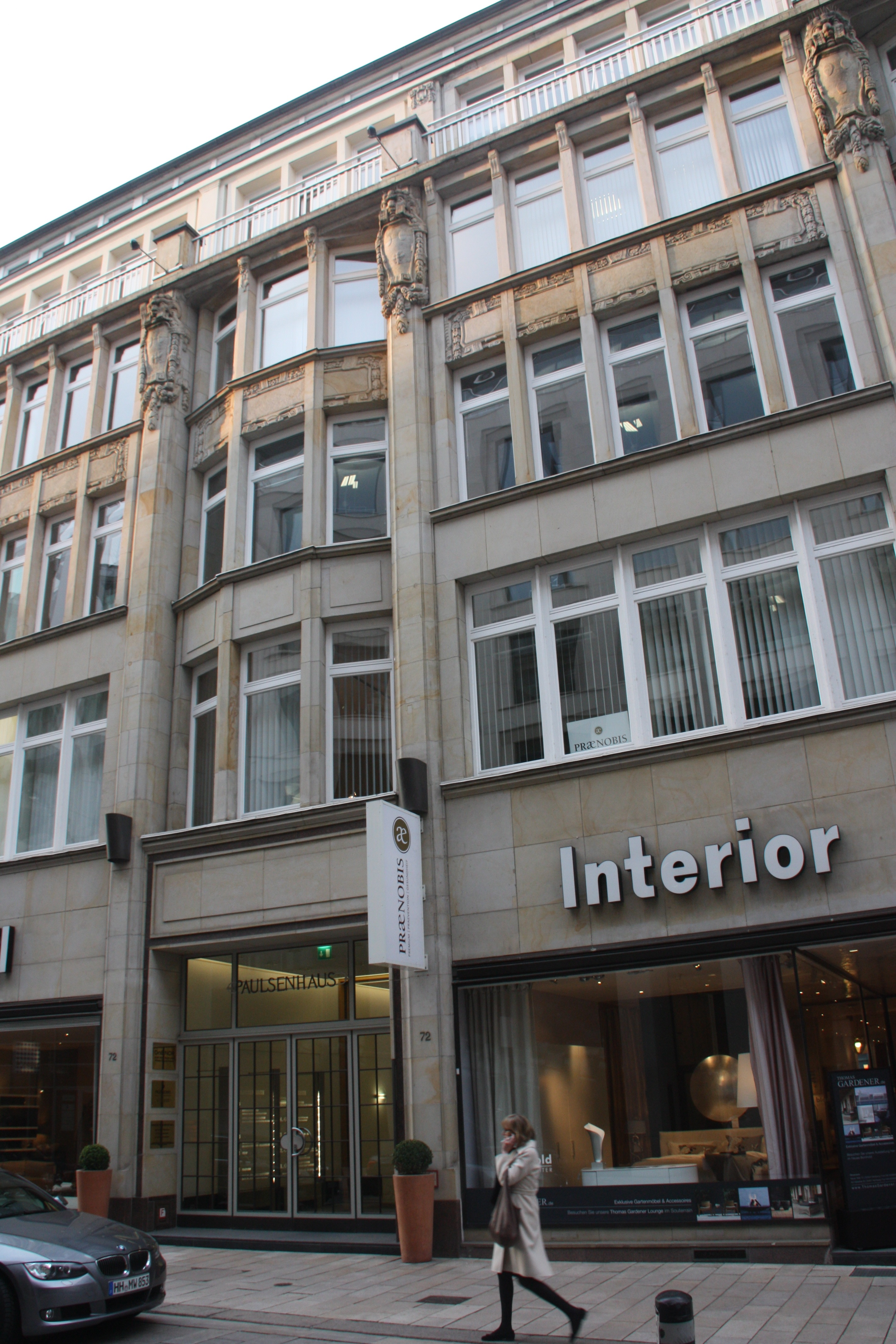
Nr. 72: Paulsenhaus
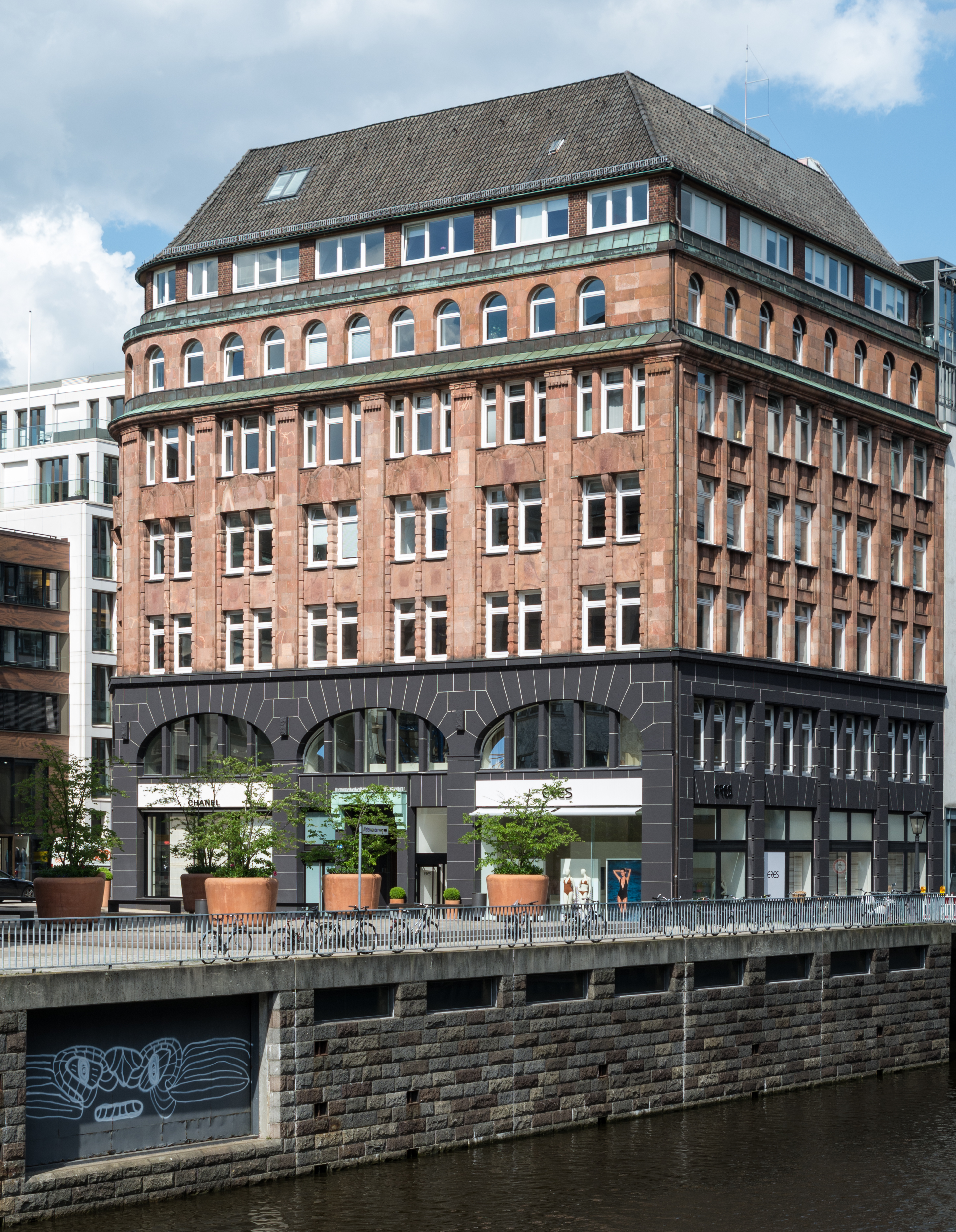
Nr. 73–75: Bürgermeisterhaus (Fleetseite)
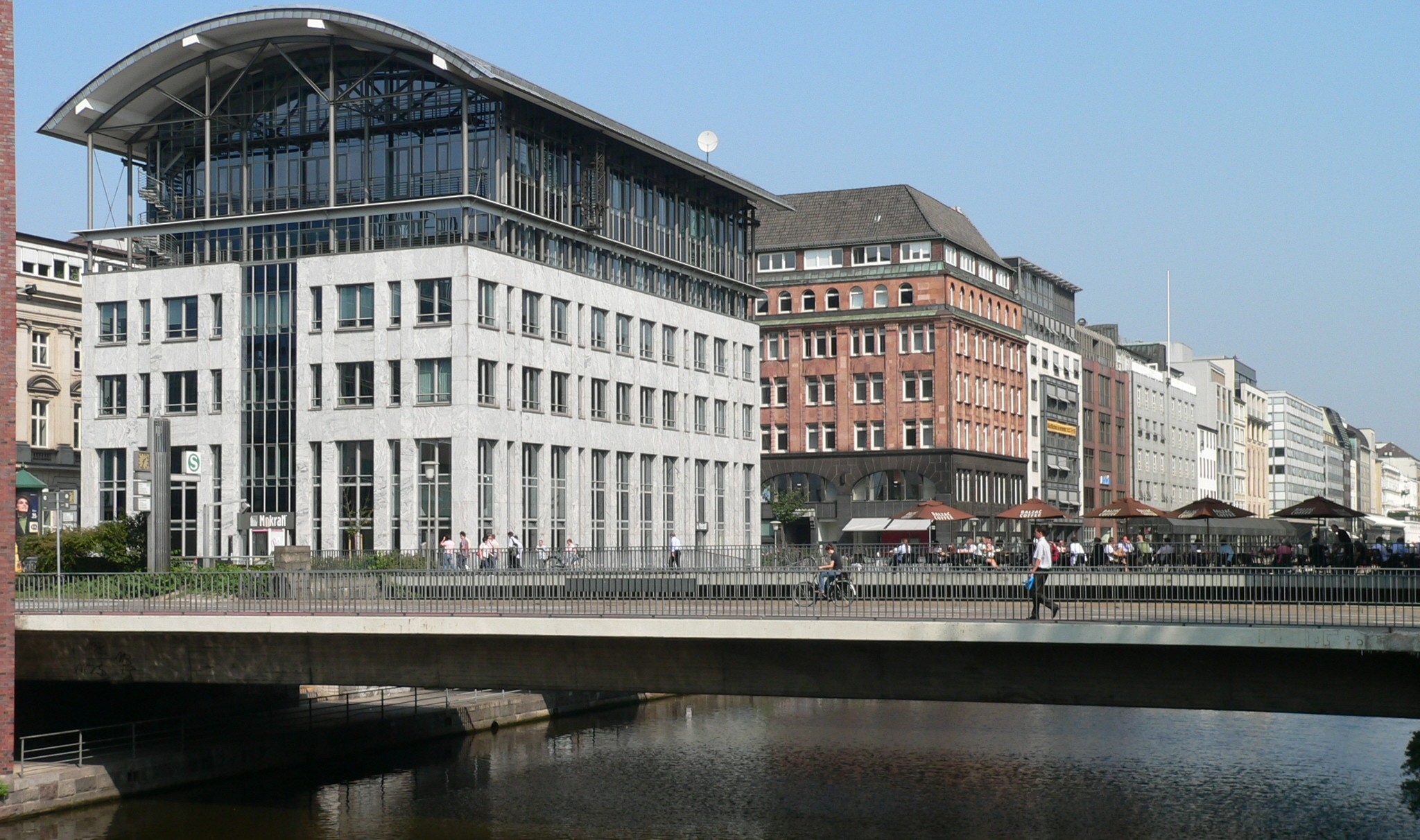
Nr. 77 (Fleetseite)
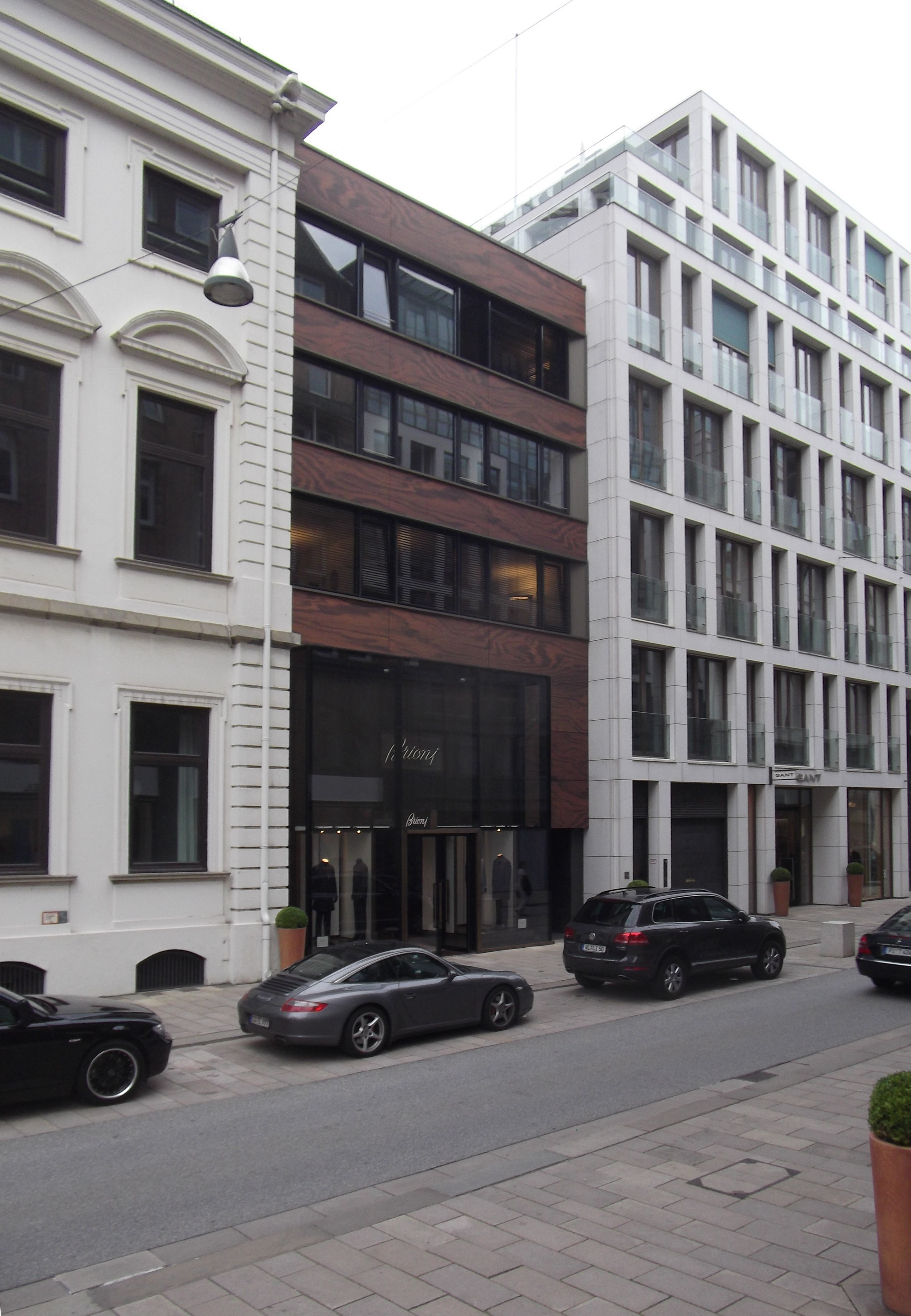
Nr. 80: Bornhold Haus (rechts; links angeschnitten Görtz-Palais Nr. 86, dazwischen Nr. 84 von Bothe Richter Teherani).
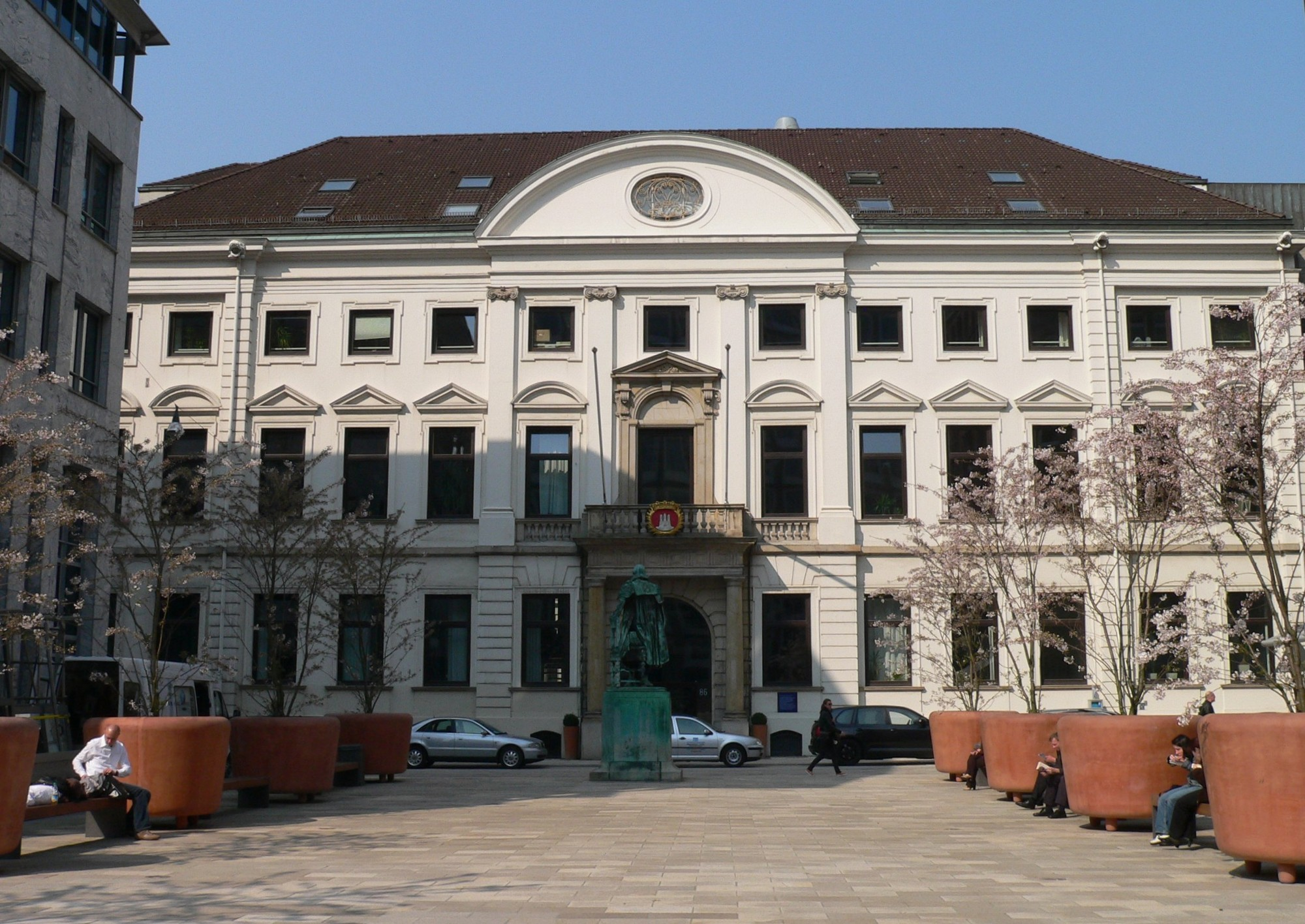
Nr. 86: Görtz-Palais
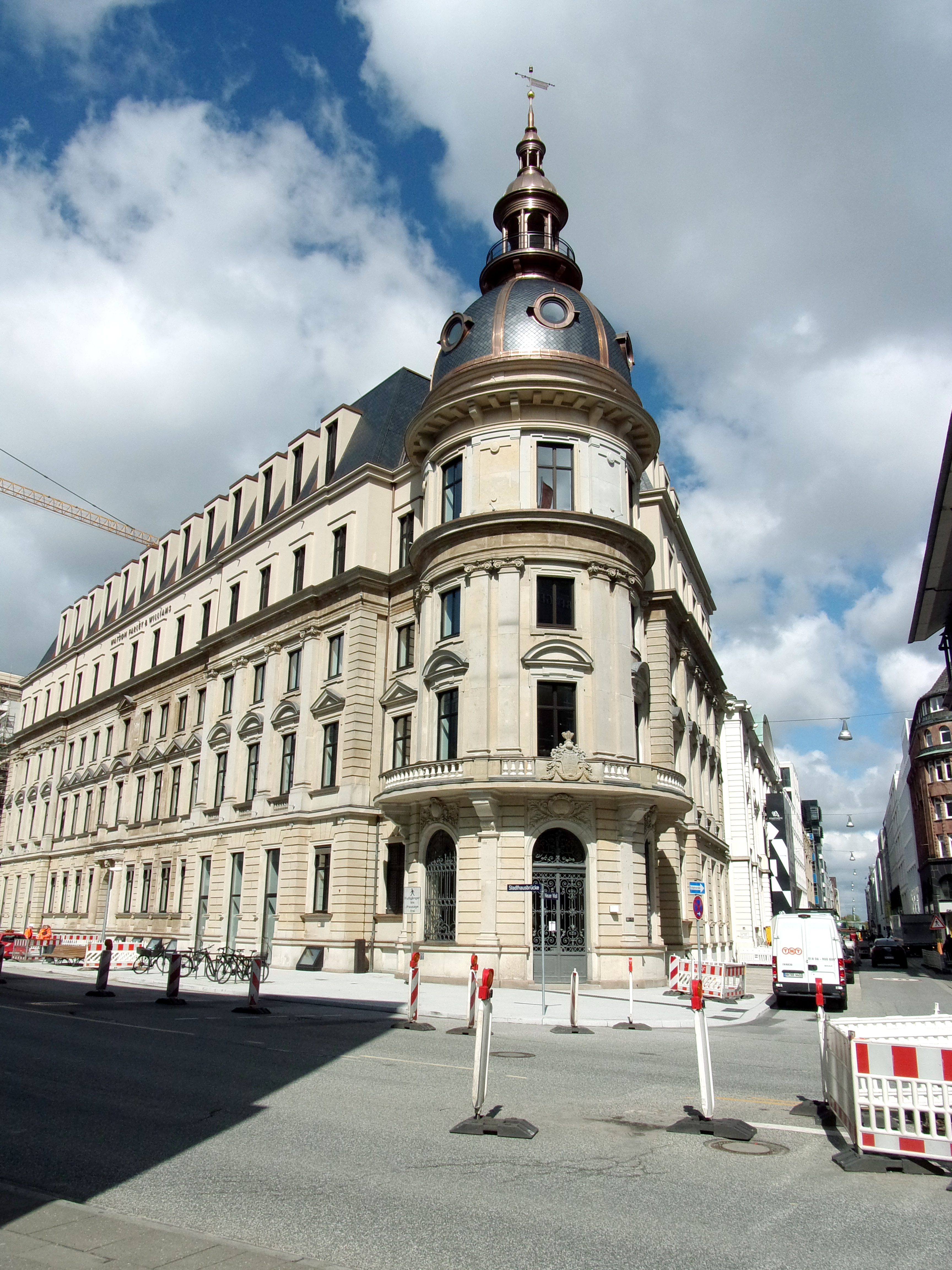
Nr. 88: Palaishaus

### Vorweihnachtsbeleuchtung

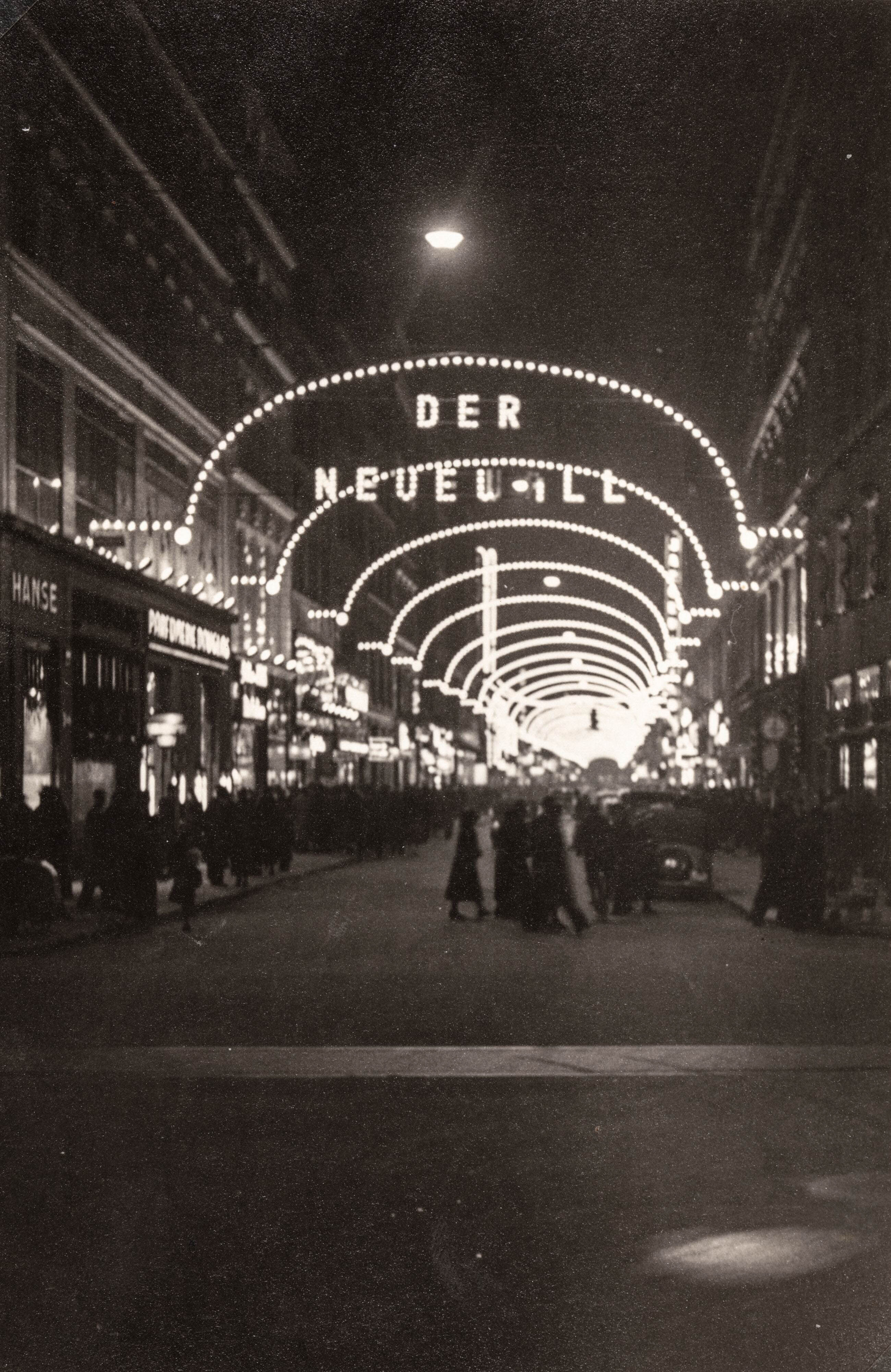
Neuer Wall 1938

Die alljährliche traditionelle Vorweihnachtsbeleuchtung mit Lichtbögen geht auf das Jahr 1930 zurück.